# Massa

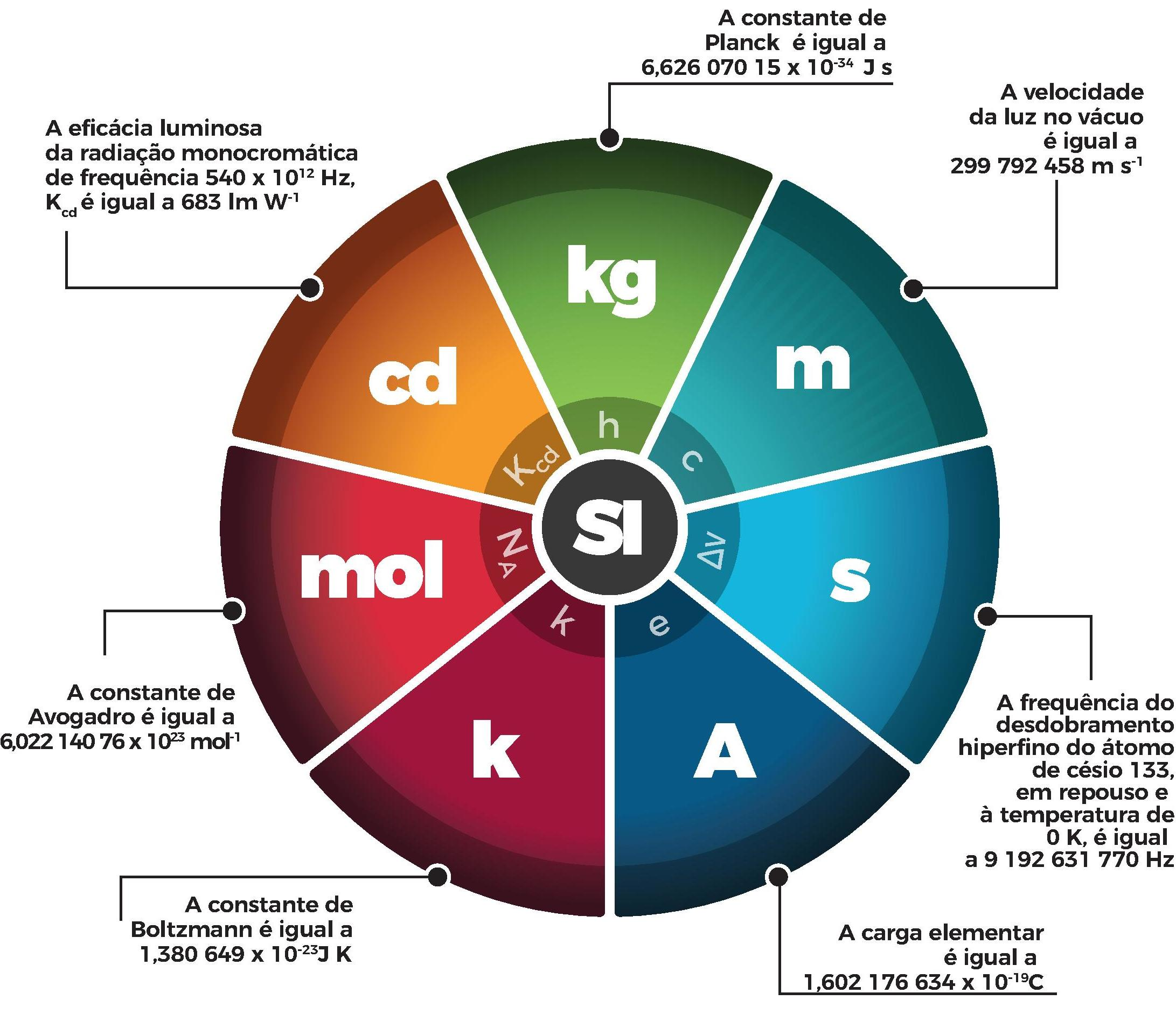
As sete unidades físicas fundamentais. Atualmente, as unidades fundamentais são definidas a partir de constantes naturais.

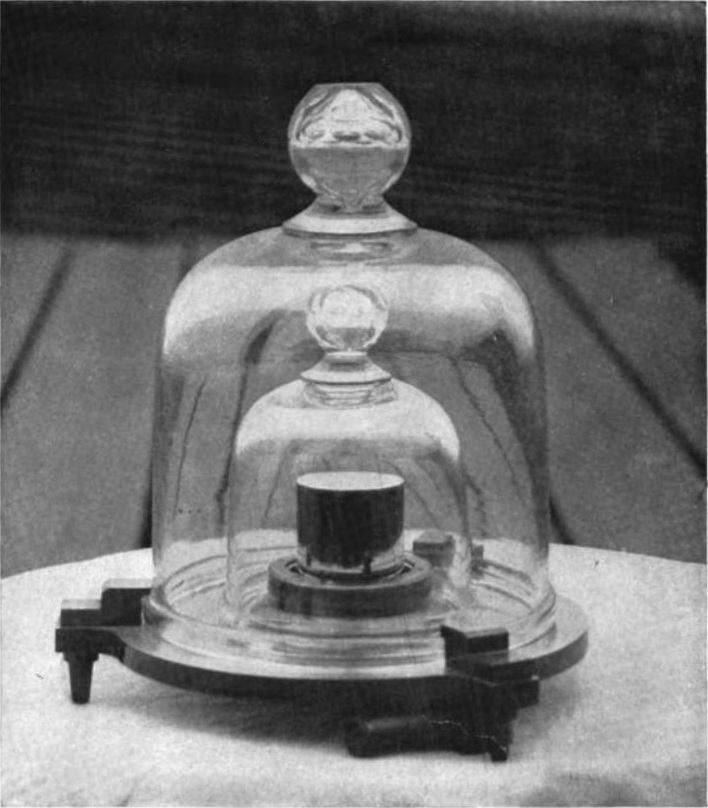
Cópia do quilograma-padrão, mantida no National Institute of Standards and Technology, nos Estados Unidos.

Nas interações matéria-matéria e matéria-radiação é que se devem buscar conceitos para massa. Nessas interações, por fundamento, momento e energia sempre se conservam. Massa, energia e momento estão, pois, intimamente relacionados.

Massa é uma grandeza básica no Sistema Internacional de Unidades, cuja unidade associada é por definição o quilograma   . 
Sendo a massa uma grandeza fundamental, com unidade e definição axiomáticas, são outras grandezas - as assim ditas grandezas derivadas - que se definem baseadas no conceito de massa; e não o contrário . Tentar definir massa a partir de outras grandezas é tautológico. 
A apreensão de ao menos um conceito formal para massa é contudo necessária; e só é possível via análise dos relacionamentos dessa grandeza com as demais. 
Após algumas ponderações, é no relacionamento entre as grandezas massa, tempo e comprimento que se devem procurar conceitos válido para massa. Tempo e comprimento são também grandezas base e figuram nas definições de velocidade, aceleração, e associados à massa, nas definições de força, momento e energia; as principais grandezas inter-relacionadas dentro da mecânica, ao se estudar a dinâmica dos sistemas físicos  .
Dentro da Física é que se encontrarão os conceitos procurados, portanto. A isso se propõe o corrente artigo.
Em resumo, segundo o Sistema Internacional de Unidades, se tem, atualmente, o seguinte.
Haja a luz - e a luz, o comprimento e o tempo se fizeram. 
A partir da luz, e da velocidade dela no vácuo - uma constante natural simbolizada por c - se definem modernamente o segundo e o metro . 
Haja ondas de matéria, e leis físicas com simetrias de translação temporal e de translação e rotação espaciais para governarem as interações matéria-matéria e matéria-luz - e dois novos conceitos se fizeram: o de energia e momento .
Segundo o teorema mais famoso de Emmy Noether, a cada simetria contínua na natureza associa-se uma grandeza física que obedece a uma lei de conservação. Assim se fazem o momento a partir da simetria espacial - com a grandeza conjugada  sendo o comprimento - e a energia a partir da simetria temporal - com a grandeza conjugada sendo o tempo - cada qual por definição com sua lei de conservação   .
Observe que o momento e a energia surgem como consequências de propriedades relacionadas apenas às noções de tempo e espaço, antes mesmo que uma definição de massa se faça presente; e são portanto - a princípio - conceitos primordiais. Energia e momento são, contudo, fisicamente intangíveis. 
Para que energia e momento obedeçam simultaneamente a leis de conservação nas interações matéria-matéria e matéria-radiação, verificou-se que um novo parâmetro por elas compartilhado, bem mais tangível, tem de se fazer: a massa.
Assim, por simplicidade, a massa foi definida como unidade base pelo Sistema Internacional de Unidades, não a energia ou o momento.
E houve assim colisões, a quantização da luz e o espalhamento da luz - e outra constante natural e outra grandeza física se fizeram: a constante de Planck h e a massa, medida em quilogramas.
Atualmente o quilograma é definido como sendo a massa para a qual a constante de Planck venha a valer exatamente  
{\displaystyle h=6,62607015\times 10^{-34}[Kg\cdot {\frac {m}{s}}]\cdot m=6,62607015\times 10^{-34}[J]\cdot s}
onde, acima, explicitam-se entre colchetes, para reflexão, as unidades de momento e energia, respectivamente.
Dessa definição deriva-se, via balança de watt, um quilograma-padrão atual; referência para a medida de massa no mundo científico e no cotidiano   .
Feito o resumo, se a pretensão é doravante prosseguir com a leitura, "ignorando-se" talvez uma tautologia inerente, vale ressaltar que é na relação entre energia e momento, ou na relação de uma delas com o tempo ou comprimento, que se devem procurar os conceitos de massa e as maneiras de se calculá-la. E nisso, os físicos são especialistas.

## Massa

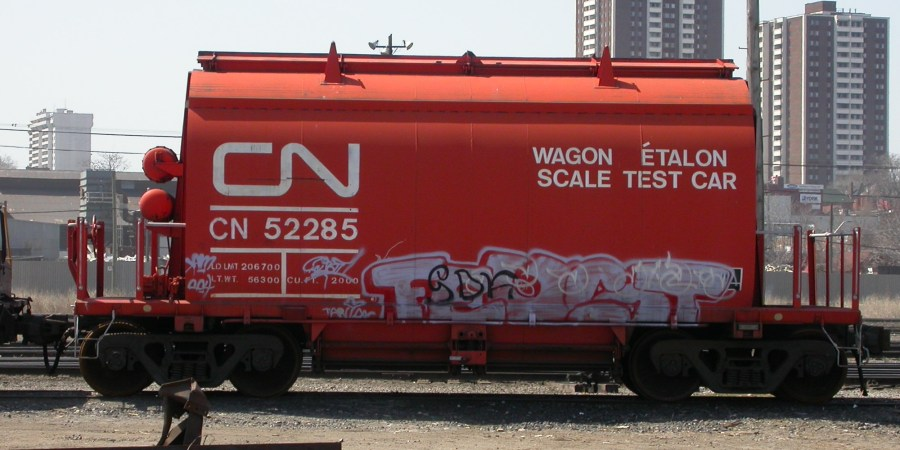
A massa é uma medida direta da oposição que um corpo oferece a mudanças em seu estado de movimento.

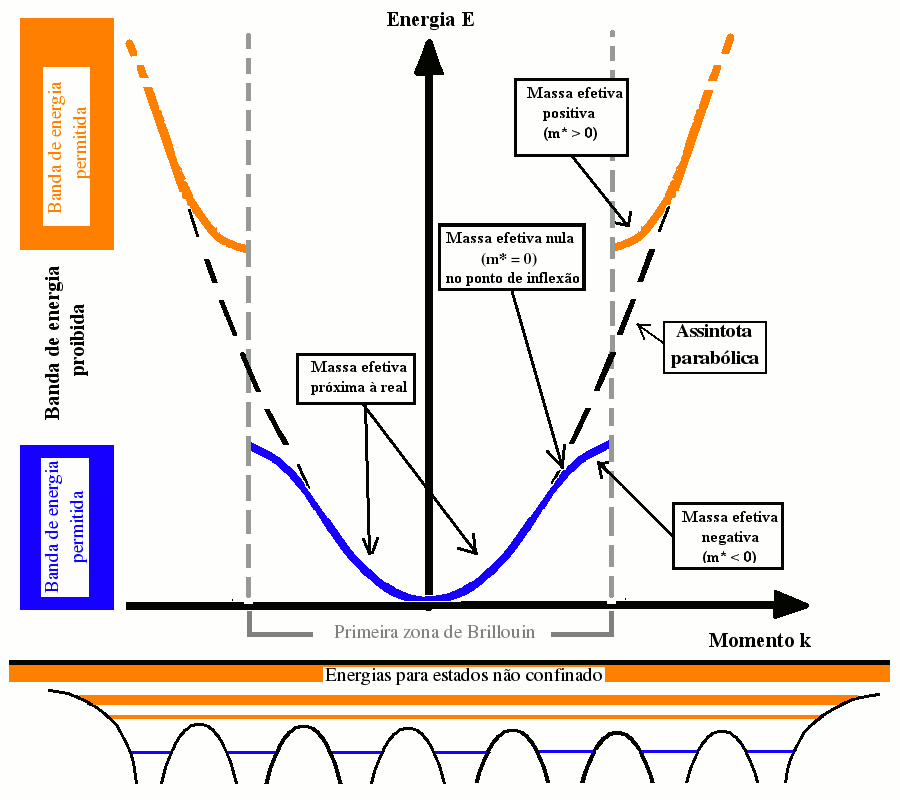
Relação de dispersão para elétron confinado em um cristal. A curva parabólica sugerida pelo tracejado na figura corresponde à relação de dispersão do elétron livre. Com concavidade para cima, a massa do elétron livre é constante e positiva. Já a relação de dispersão do elétron confinado apresenta deformações em proximidades à faixa de energia proibida. Se a concavidade da curva é para baixo, a massa do elétron confinado é negativa. Em pontos de inflexões a massa é praticamente nula.

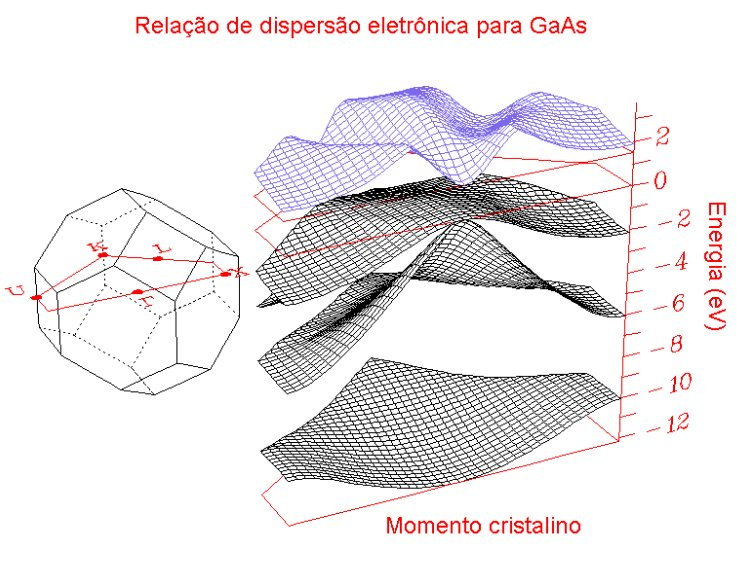
Relação de dispersão mais realista, tridimensional, para elétrons em um cristal. Em relações de dispersão mais complexas, a direção escolhida é importante. Assim, rigorosamente, a massa é definida como um tensor : Esse conceito mostrar-se-á importante em relatividade, onde ter-se-á a massa longitudinal - paralela à velocidade - diferente da massa transversal - perpendicular à velocidade.

Em Física, massa é um conceito que surge junto ao estudo de mecânica, ao se estudar a dinâmica dos entes ou sistemas físicos . 
Em mecânica, duas grandezas são fundamentais à correta compressão da dinâmica dos sistemas: a energia e o momento . A saber, existem três formalismos básicos na mecânica clássica: o newtoniano, o hamiltoniano e o lagrangiano; os dois últimos construídos explicitamente sobre os conceitos de energia e momento   .
A mecânica newtoniana é construída fundamentalmente sobre os conceitos de força e aceleração, e é dela que se deriva o conceito cotidiano correto de massa. 
No cotidiano, a acepção correta de massa corresponde à medida da inércia de um  corpo; a uma medida da oposição que o corpo apresenta a mudanças na velocidade dele. Quando sujeitos à mesma força, tanto maior será a massa do objeto quanto menor for a sua aceleração. Com a devida observação    :
{\displaystyle m={\frac {F}{a}}}
Na oportunidade cita-se a definição geral de força:
A força que atua em um ente corresponde à derivada de seu momento em relação ao tempo   .
{\displaystyle \mathbf {F} ={\frac {d\mathbf {p} }{dt}}}
Um conceito mais geral e formal de massa deriva-se contudo explicitamente dos conceitos de energia e momento. Em mecânica dá-se o nome de relação de dispersão ao gráfico energia versus momento para um ente físico. Um ente físico é caracterizado e até mesmo definido pela sua relação de dispersão.
É com base na relação de dispersão que a massa de um ente físico é formalmente calculada:
exceto o caso de derivada segunda nula, a massa de um ente físico é o inverso da derivada segunda da energia em relação ao momento   
{\displaystyle m=\left({\frac {d^{2}E}{dp^{2}}}\right)^{-1}}
quando a derivada segunda é nula, ocorreria uma indeterminação física devido a uma divisão por zero; e nesse caso a massa do objeto é geralmente definida como nula.
Classicamente, partículas maciças livres têm relações parabólicas com concavidade para cima entre energia e momento, de forma que as suas massas são constantes e positivas. Fótons têm relação de dispersão linear entre energia e momento, de forma que suas massas são sempre nulas, pois assim se define visto que a derivada segunda se anula .
Partículas confinadas, como elétrons em cristais a exemplo, podem ter relações de dispersão mais complexas, que podem inclusive depender da orientação espacial. Nesses casos a massa depende do momento e pode ser inclusive negativa, quando a concavidade do gráfico energia versus momento volta-se pata baixo . Nesse prólogo apresenta-se uma simplificada relação de dispersão para elétrons confinados em cristais. Nela indicam-se as regiões onde as massas dos elétrons são positivas, negativas ou nulas. Há também um diagrama mais realista para a relação de dispersão em questão .
Sim, em situações de massa negativa, grosso modo, ao se aplicar uma força em dado sentido sobre um elétron, o elétron de fato desacelera ao invés de acelerar naquele sentido  .
As definições de massa e força acima são válidas não apenas na mecânica newtoniana mas também dentro da relatividade   . Na relatividade a massa, em definição formal, também é dependente do momento; e há necessidade de se fazer distinção entre a massa de repouso, constante, equiparável à massa da partícula livre clássica, e as massas relativísticas, variáveis, que tomam lugar quando o objeto tem velocidades não desprezíveis se comparadas à da luz. Sim, há mais de uma massa relativística para cada partícula  .
Os conceitos de massa negativa e massas relativísticas são por certo pouco intuitivos frente ao conceito cotidiano estabelecido, mas são cientificamente corretos, por mais estranhos que pareçam.
Abordemos primeiramente os conceitos cotidianos antes de avançarmos para conceitos mais sofisticados, pois vários conceitos populares de massa não são totalmente corretos, e merecem por tal menção e correções.

## Unidades de massa

### Quilograma

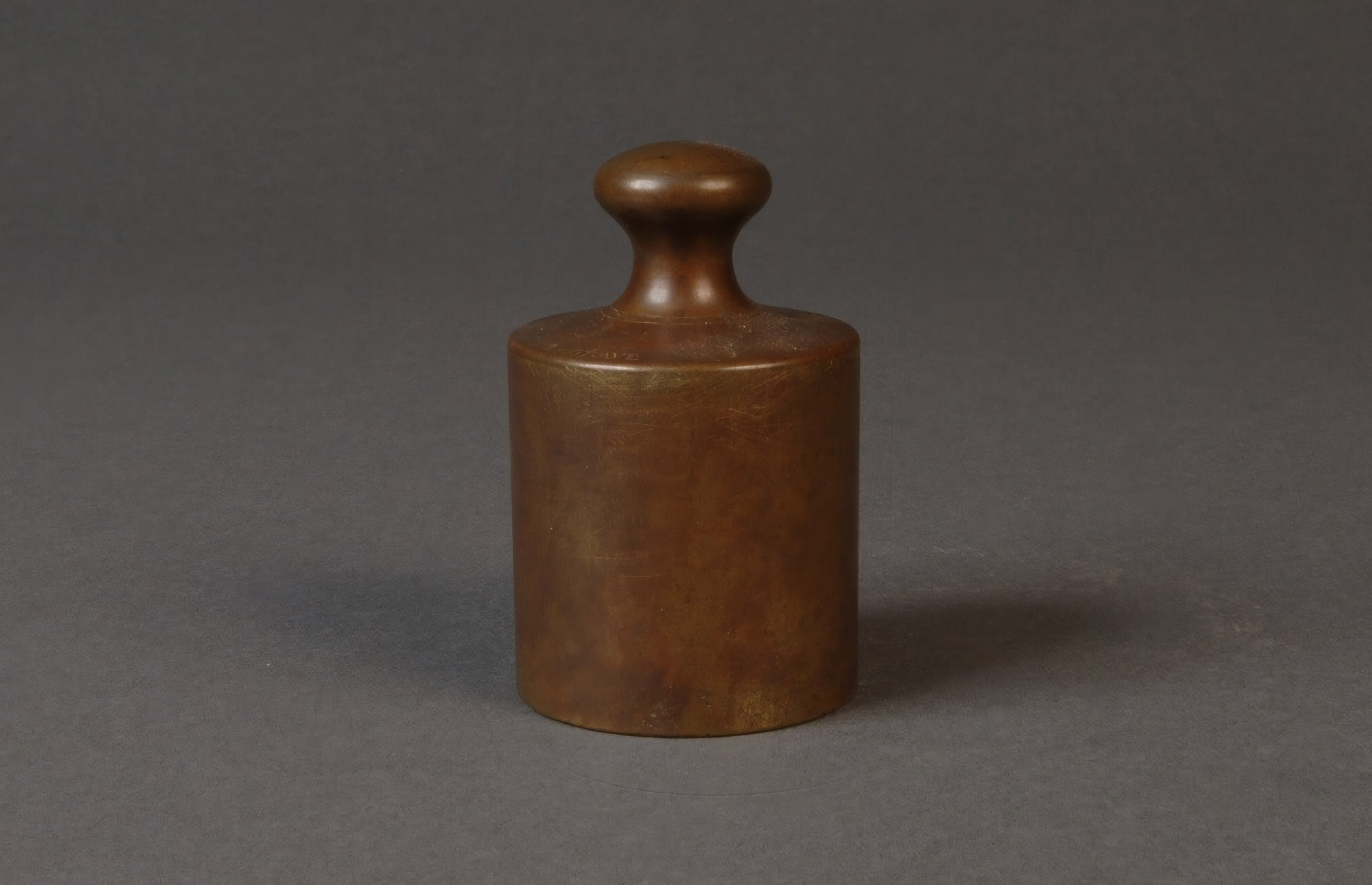
O "Grave" de 1793, a unidade anterior ao quilograma. É possível que esse protótipo, hoje propriedade do NIST Museum, tenha sido parte de um tesouro pirata. Creditos: NIST Museum

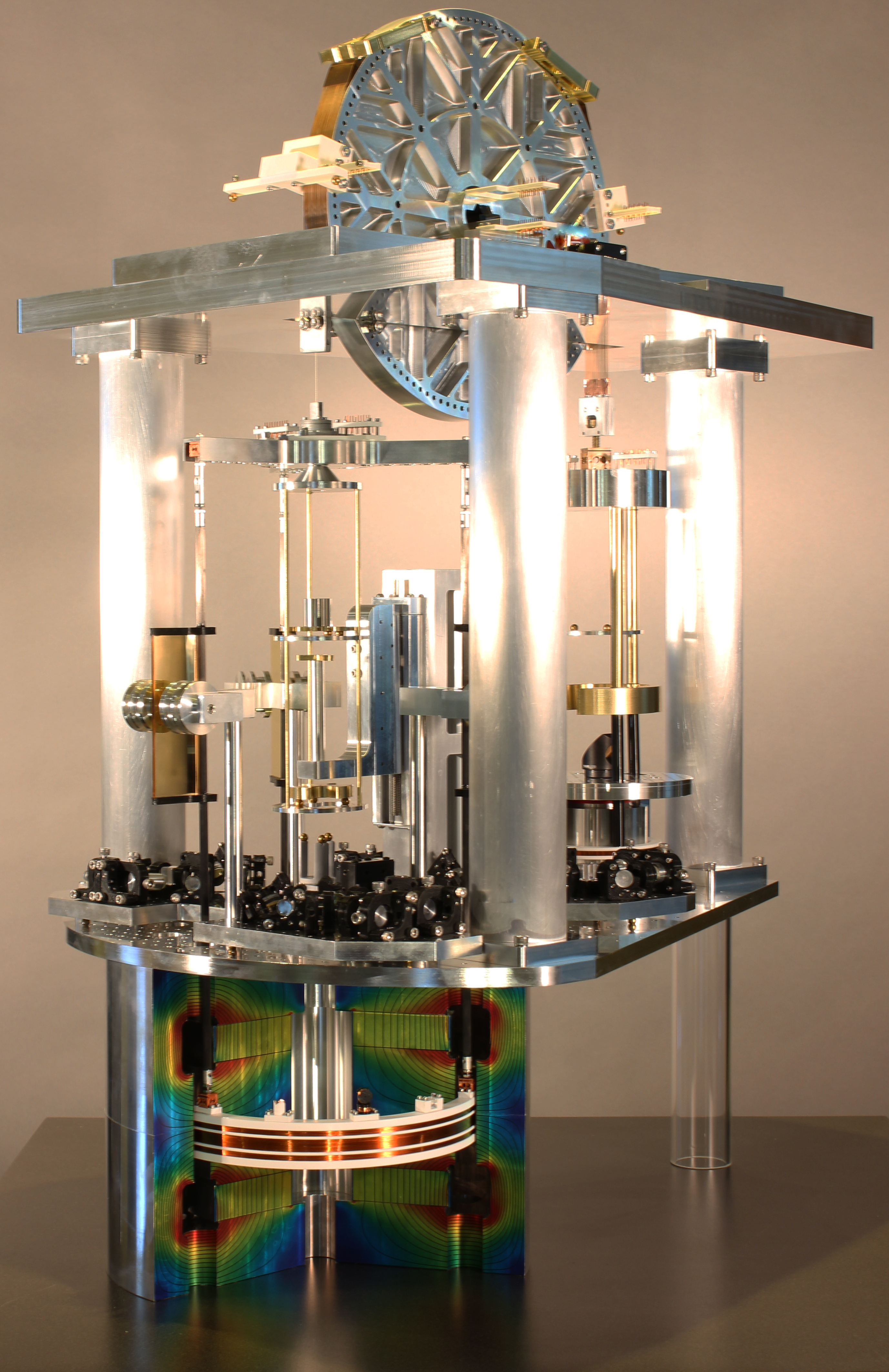
A balança de Kibble, usualmente chamada de balança de watt, usada para redefinir a unidade de massa, o quilograma. NIST, USA, 2020.

Interdependências entre as sete unidades base do Sistema Internacional de Unidades. A definição de quilograma depende das definições prévias de metro e segundo. As outras unidades são o ampère, o mol, o kelvin e a candela.

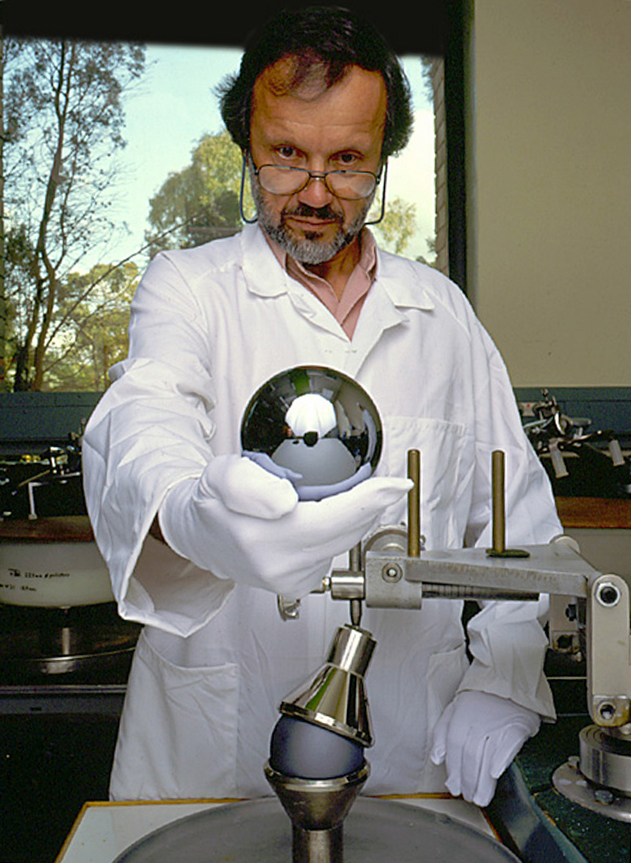
O objeto esférico mais perfeito do mundo: a esfera de 1Kg de silício do Projeto Avogadro. A técnica XRCD é uma técnica inicialmente rival e agora complementar à balança de Kibble para a realização do quilograma em definição atual.

A unidade no Sistema Internacional de Unidades para massa é o quilograma (Kg) .
O quilograma - equivale a 1000 gramas - foi primeiramente definido em 1975, após a Revolução Francesa, como a massa de um decímetro cúbico de água em condições de máxima densidade  . 
Como a medida com precisão requerida de um centímetro cúbico de água nas condições especificadas de temperatura e pressão - o grama - se fazia cada vez mais inadequada, em 1799 o quilograma foi redefinido como a massa de um objeto de metal, tornando-se independente das propriedades da água e das incertezas volumétricas . 
Tendo por antecessor um protótipo de cobre nomeado Grave estabelecido em 1793 ; o quilograma tornou-se a massa do Kilogramme des Archives feito de platina em 1799; e por fim a massa do Protótipo Internacional do Quilograma de platina iridiada (IPK) em 1889; do qual várias cópias foram feitas e espalhadas por vários países signatários da Convenção do Metro  . O Brasil recebeu a cópia K66 e Portugal a K69.
O protótipo internacional (IPK) original, feito de 90% de platina e 10% de irídio, se encontra conservado no Pavillon de Breteuil do Escritório Internacional de Pesos e Medidas (BIPM), situado no parque de Saint-Cloud, nas proximidades de Paris, França; sendo o quilograma até recentemente definido como a massa deste protótipo   .
Com o passar do tempo, as massas do protótipo e suas cópias passaram a divergir  , o que, juntamente com o aumento contínuo da precisão requisitada pelos avanços tecnológicos, fez o quilograma e várias outras unidades serem redefinidas - as novas definições valendo a partir de 20 de maio de 2019 . 
Seguindo-se o estabelecido em votação final na 26ª Conferência Geral de Pesos e Medidas - CGPM - ocorrida em novembro de 2018, as novas definições das grandezas físicas fundamentais têm por base apenas parâmetros naturais invariantes - as constantes naturais - entre elas a velocidade da luz no vácuo, a frequência hiperfina do césio, a constante de Planck, a constante de Boltzmann e a carga elementar  . 
O processo de redefinição das unidades foi cíclico  a fim de manter a compatibilidade. Com os padrões já existentes à época se determinaram os melhores valores possíveis das constantes, que foram então exatamente definidas, e a partir delas as unidades foram redefinidas . 
Atualmente o quilograma é definido com base nas definições atualizadas de metro, segundo, e de uma constante natural, a constante de Planck h . A massa de um quilograma é definida como sendo a massa para a qual a constante de Planck valha exatamente :
{\displaystyle h=6,62607015\times 10^{-34}Kg\cdot m^{2}\cdot s^{-1}}.
Há dois métodos tradicionais para a realização prática do quilograma: através da balança de Kibble ou através da determinação de estruturas cristalinas por raios X (ou x-ray-crystal-density, XRCD)     .
Em vista do senso comum ressalta-se que o conceito de quilograma (kg) como unidade de massa difere completamente do conceito de quilograma-força (kgf), uma unidade alternativa ao newton (N) na medida de força ou peso .

### Outras Unidades
No ramo da física de partículas é comum medir-se a massa não em quilogramas (kg) mas em unidades diretamente associadas às de energia dividida pelo quadrado da velocidade da luz, dentre as quais o elétron-volt / velocidade da luz 2 se destaca. Em acordo com a ideia de equivalência entre massa e energia proposta por Einstein ({\displaystyle E=mc^{2}}) a massa do elétron é expressa, em física de partículas, como 5,11x105 eV/c2 ou 511 keV/c2, e não como 9,11x10−31 kg.
Em química, apesar de não pertencer ao Sistema Internacional mas ser por este aceita, uma unidade de massa muito utilizada é a unidade de massa atômica, também conhecida por dalton. A unidade de massa atômica relativa, abreviada por "u", "uma", ou simplesmente "Da", equivale à massa de um doze avos (1/12) da massa do isótopo mais estável e abundante de carbono (carbono 12) em seu estado fundamental.
Mesmo sendo o quilograma a unidade oficial do Sistema Internacional de Unidades, unidades específicas a cada ramo de atividade ou de uso comum em certas localidades têm uso ainda muito difundido, a citar a tonelada, a arroba, a onça, o quilate (em joalheria e ourivesaria), e outras.

## Massa no cotidiano

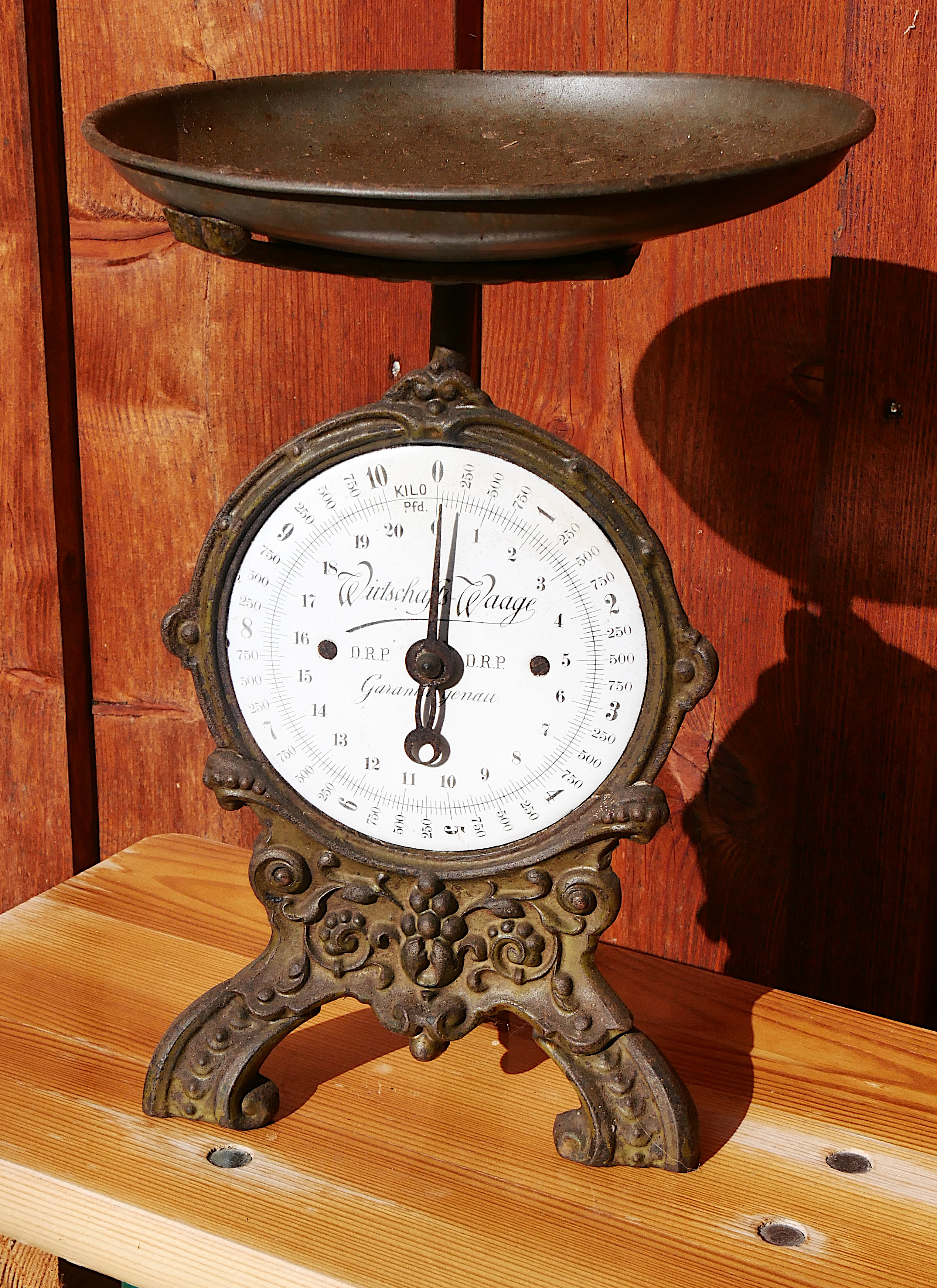
Dinamômetros medem forças, não massas. A "balança de um prato", se baseada em molas, é em verdade um dinamômetro.

No conceito de massa como uma medida da inércia de um corpo se considera a inércia translacional. Para rotações, é o momento de inércia que mede a objeção do corpo em sofrer alterações em seu movimento. Como sugerido na animação, objetos com massas iguais podem ter diferentes momentos de inércia.

Massa é um conceito utilizado não apenas em ciências naturais mas também no cotidiano  . 
O corpo humano é equipado com vários sentidos com os quais estabelecemos a compreensão do mundo que nos cerca . Em primeira instância são às sensações que eles nos fornecem que naturalmente associamos certos conceitos e definições, a citar os conceitos intuitivos de temperatura, tamanho, resistência, peso, massa, e outros . Os conceitos intuitivos de massa que desenvolvemos encontram-se intimamente ligados aos sentidos . Entretanto, sabe-se hoje que nossos sentidos são mestres em nos enganar — quem nunca viu uma ilusão de óptica? — e que eles também não têm grande exatidão . Se um punhado de balas for colocado em uma de suas mãos, e se uma for retirada do topo da pilha, você certamente não dará por falta desta se confiar apenas na sensação do peso que seu tato lhe confere.
No cotidiano a massa é frequentemente associada ao "peso" dos objetos . Esta associação não se mostra correta para muitos , ou quando aceitável, não se mostra completamente elucidativa. Em acordo com o paradigma científico moderno, o peso de um objeto resulta da interação gravitacional entre sua massa e um campo gravitacional: ao passo que a massa é parte integrante da explicação para o peso, ela sozinha não constitui a explicação completa. Os trajes espaciais dos astronautas, quando usados aqui na Terra, parecem consideravelmente mais pesados do que quando usados na superfície da Lua, contudo suas massas permanecem exatamente as mesmas .
A situação fica mais complicada quando se evidencia que o que chama-se de "peso" acima é na verdade a força de contato aplicada a um objeto imerso em um campo gravitacional a fim de equilibrá-lo - o assim chamado peso aparente - que em várias situações pode diferir do peso gravitacional . Em termos de sentidos, o peso em si é imponderável, pois a gravidade provoca a mesma aceleração em cada parte do corpo . Na Estação Espacial Internacional tem-se peso mas não há força de sustentação; e erroneamente se afirma que os objetos ali estão sem peso  . 
Vale ressaltar que a massa é uma grandeza escalar, já a força é uma grandeza vetorial.
Comum também é a associação de massa ao tamanho e forma de um objeto. Massa realmente toma parte, juntamente com o tamanho do objeto, na definição de densidade, mas não se deve associar massa diretamente ao tamanho de objetos .
Há também confusão entre massa e quantidade de matéria. Por vezes se encontra a definição de massa como uma medida da quantidade de matéria de um corpo . A quantidade de matéria é uma grandeza distinta da massa e tem por unidade o mol. É, juntamente com a massa, uma das sete unidades base do Sistema Internacional de Unidades. Não se devem confundir os conceitos de massa e quantidade de matéria, portanto  . Igualmente, não se deve cometer o equívoco de achar que a quantidade de matéria é determinável pelo peso do objeto . Massa, quantidade de matéria e peso têm conceitos bem diferentes. 
Depois de tantos equívocos,  não se devem esquecer os conceito cotidianos corretos de massa, presente entre aqueles mais letrados. Os conceitos corretos de massa se mostram sempre de alguma forma associados ao conceito de inércia, e mesmo no senso comum sobre relatividade - onde energia e massa mantêm, em acordo com a famosa equação E = mc2, íntima relação - a associação se faz presente: não só a matéria mas também a energia apresenta inércia.
Como conclusão tem-se que, apesar de "muito bem definida" dentro de cada área de estudo onde aparece, explicar a massa não é uma coisa muito simples, sobretudo no cotidiano . Atenção às palavras é sempre necessária quando se pretende ser rigoroso nesse assunto 

## Massa no âmbito da mecânica newtoniana
Em mecânica clássica, que encerra em si as leis da dinâmica e também a lei da gravitação universal, ambas devidas à Isaac Newton, encontram-se duas possíveis definições para massa: a massa inercial, associada à Segunda Lei de Newton, e a massa gravitacional, definida em função da interação gravitacional entre dois corpos.

### Massa inercial

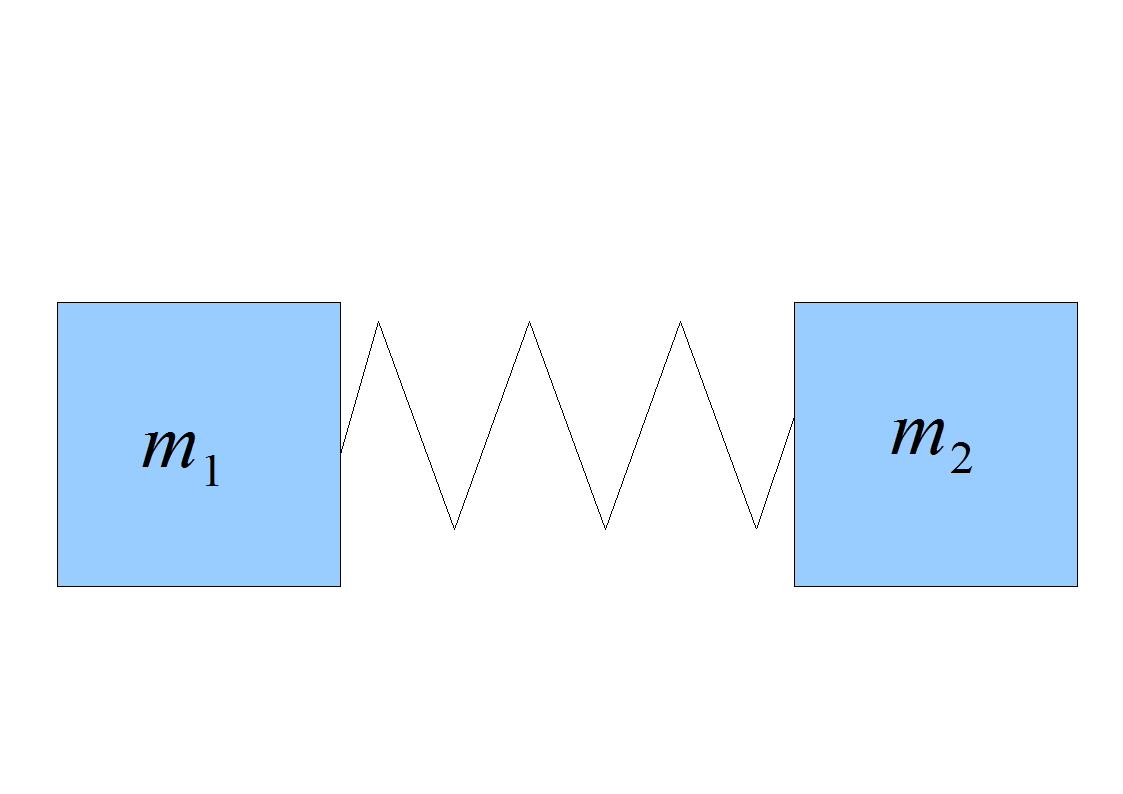
Um sistema massa-mola: na medida da massa inercial forças não gravitacionais com mesmo módulo são aplicadas a dois corpos, um dos quais com massa já conhecida

A massa inercial {\displaystyle m} de um corpo é uma grandeza escalar associada à razão entre o módulo da aceleração {\displaystyle a_{0}} apresentada por um corpo de referência — por definição o quilograma padrão (cuja massa inercial vale m0 = 1 kg) — e o módulo da aceleração {\displaystyle a} apresentada por este corpo quando ambos encontram-se solicitados por forças não gravitacionais de mesmo módulo.
{\displaystyle m=m_{0}{\frac {a_{0}}{a}}}
para forças (não gravitacionais) de mesmo módulo atuando em ambos os corpos.
Um mecanismo destinado à medida da massa inercial nada mais é do que um mecanismo que aplique forças não gravitacionais com módulos idênticos a dois corpos distintos, e que permita a medida de suas acelerações.
Um bom "medidor de massa inercial" é o sistema constituído por duas massas, uma das quais de referência {\displaystyle m_{1}} de valor previamente conhecido (mas não necessariamente o quilograma-padrão ou réplica deste), apoiadas em uma mesa horizontal sem atrito, e conectadas entre si por uma mola de massa desprezível e com constante elástica não necessariamente conhecida. Em virtude da terceira lei de Newton, ao colocar-se o sistema para oscilar ambas as massas oscilarão em torno do centro de massa e os módulos das forças em ambas serão, apesar de não necessariamente conhecidos,  obrigatoriamente iguais. Ao medir-se a aceleração {\displaystyle a_{1}} e {\displaystyle a_{2}} das massas (em relação ao centro de massa) e determinar-se a razão entre elas estabelece-se automaticamente o inverso da razão de suas massas inerciais {\displaystyle m_{1}} e {\displaystyle m_{2}}, o que fornece a massa desconhecida em função da massa de referência (ou a massa desconhecida diretamente quando a massa de referência é quilograma-padrão ou réplica deste,  caso em que  {\displaystyle m_{1}}=1 kg).
{\displaystyle m_{2}=m_{1}{\frac {a_{1}}{a_{2}}}}
para um corpo de referência qualquer com massa {\displaystyle m_{1}} conhecida;
para forças (não gravitacionais) de módulos iguais atuando em ambos os corpos.
A construção de um medidor de massa inercial fundamentado nos princípios citados pode ser muito simplificada quando, baseando-se na Lei de Hooke e no estudo dos movimentos harmônicos simples, percebe-se que a medida da razão entre as acelerações pode ser substituída pela medida da razão inversa das amplitudes dos movimentos, grandeza esta facilmente mensurável.
O conceito de massa inercial fundamenta-se diretamente nas leis da mecânica, em especial com a Segunda Lei de Newton.
A Segunda Lei de Newton afirma em essência que a força aplicada em um dado objeto é diretamente proporcional à aceleração que este apresenta. Assim, quanto maior a força aplicada a um mesmo objeto, maior a sua aceleração. Subentende-se aqui, como em todo problema de mecânica clássica, que o referencial utilizado é um referencial inercial, sendo portanto a primeira e a terceira leis sempre válidas no referencial assumido (conforme praxe).
Nestas condições, a segunda lei também encerra em si o fato experimental de que, ao selecionarem-se diversos corpos completamente diferentes, uma mesma força irá produzir nestes, muito provavelmente, acelerações completamente diferentes.
Este fato estabelece a necessidade de se definir uma grandeza intrínseca a cada corpo que expresse em seu valor a relação entre a força necessária e a aceleração desejada neste corpo em específico: esta grandeza, definida como a massa inercial do corpo, aparece na segunda lei como sendo a constante de proporcionalidade entre força e aceleração.
{\displaystyle {\vec {F}}=m{\vec {a}}}
Tendo-se já por definida a unidade de aceleração (m/s²), pois esta deriva de uma relação entre a unidade de comprimento (no S.I o metro) e uma unidade de tempo (no S.I o segundo), havia, mediante as situações apresentadas, duas possibilidades para se estabelecer as unidades das grandezas restantes: ou definia-se um padrão de força, sendo a sua intensidade então definida como uma unidade fundamental, e mediante esta definição estabelecia-se a unidade de massa como unidade derivada, ou estabelecia-se um corpo referência para o qual a massa inercial seria a unidade, e assim fazendo ter-se-ia a unidade de força e não a unidade de massa como uma unidade derivada.
Por razões práticas, a opção escolhida foi a segunda, e estabeleceu-se um corpo padrão, o quilograma-padrão, ao qual se atribuiu por definição a massa inercial de 1 quilograma (1 kg). Com esta definição, a unidade de força, uma grandeza derivada, recebeu o nome newton, havendo a seguinte relação entre elas:
{\displaystyle 1N=1kg.1m/s^{2}}
Assim, uma força com intensidade de 1 newton (1N) é uma força que, quando aplicada ao quilograma-padrão, ou a um corpo cuja massa seja, por comparação inercial ao quilograma padrão ou réplica deste, também 1 kg, provoque nestes uma aceleração de exatos 1 m/s².

### Massa gravitacional

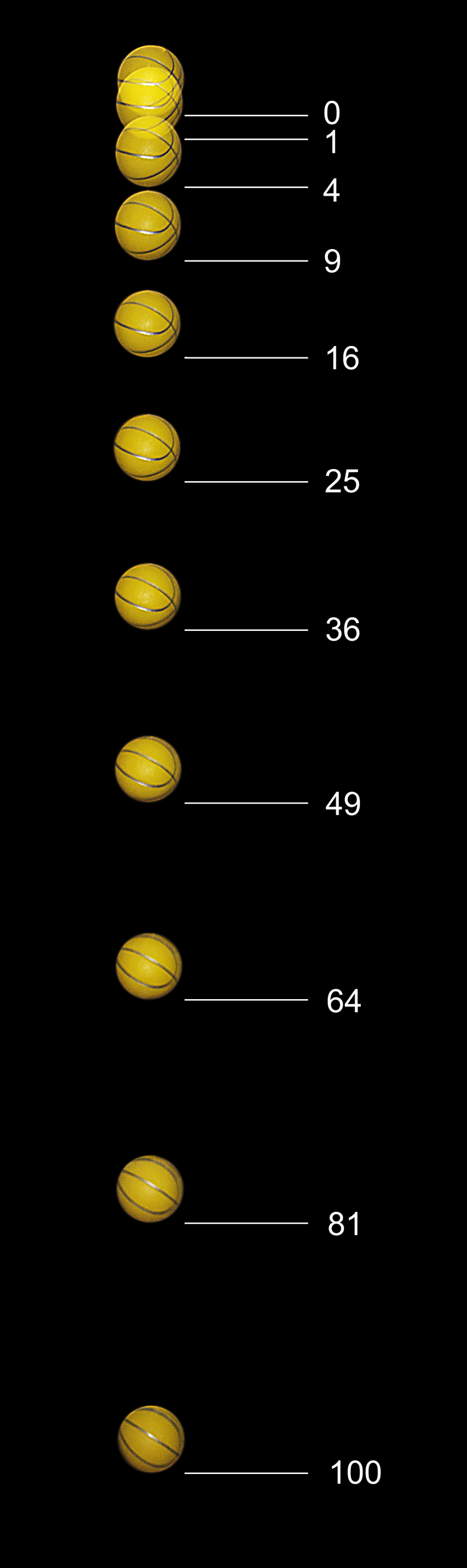
Queda de uma bola na superfície da Terra: O peso da bola depende das massas gravitacionais da Terra e da bola, mas sua aceleração depende da força que nela atua (o peso) e de sua massa inercial.

#### Definição
Isaac Newton, por preocupar-se não apenas com a dinâmica dos corpos terrenos mas também com a dos corpos celestes, estabeleceu, juntamente com as leis da mecânica clássica, a Lei da Gravitação Universal. A Lei da gravitação universal suporta-se no fato experimental de que todos os corpos massivos conhecidos até hoje, pelo simples fato de existirem, atraem outros corpos massivos ao seu redor - e todos os outros do universo, uma vez que a força gravitacional decai com o quadrado da distância, e a rigor nunca se anula, por maior que esta seja. A força de interação em questão é a conhecida força gravitacional, sendo esta também denominada (de fato em situações mais específicas) força peso.
Na Lei da Gravitação Universal figura portanto uma massa, a massa gravitacional, uma propriedade que é, assim como a massa inercial, intrínseca a todos os corpos. A definição operacional de massa gravitacional de um corpo é feita, assim como o ocorrido para o caso da massa inercial, por comparação entre a massa gravitacional deste corpo e a massa gravitacional de um corpo de referência, e são em princípio as massas gravitacionais e não as respectivas massas inerciais que, juntamente com a distância de separação entre os corpos,  determinam a força gravitacional entre estes.
O processo de medida da massa gravitacional deve ter por base, logicamente, a força gravitacional. Através de uma balança de equilíbrio nota-se que diferentes corpos são atraídos de forma diferente quando nas proximidades de um grande corpo massivo - a exemplo de um planeta como a Terra. Em um experimento com uma dessas balanças, observa-se que a balança "pende" para o lado do objeto mais "pesado", ou seja, para o lado do objeto com maior massa gravitacional. Através de uma balança de braço imersa em um campo gravitacional constante como o criado (não obrigatoriamente) pela Terra, a determinação da massa gravitacional de um corpo pode ser feita por comparação a um padrão unitário de massa gravitacional verificando-se que a massa gravitacional do objeto em teste - colocado em um dos pratos - será o número necessário de amostras-padrão a serem colocados no outro prato a fim de que a balança mostre-se equilibrada.
O corpo-padrão sobre o qual se define a unidade de massa gravitacional acaba sendo, por razão simples à frente discriminada, o mesmo protótipo sobre o qual se define a unidade de massa inercial, o quilograma-padrão. A unidade de massa gravitacional é, portanto, a mesma unidade usada na medida de massa inercial: o quilograma (kg).
A definição de quilograma (kg) como a unidade de massa gravitacional deve-se à equivalência experimental entre as massas inerciais e gravitacionais observada em todos os corpos, mas em princípio não há nada na mecânica ou na gravitação que obrigue a existência de tal relação, e por isto elas devem ser definidas, a priori, de formas separadas.
Um exemplo, hipotético e irreal, da não obrigatoriedade da equivalência entre as massas inercial e gravitacional seria obtido caso admitíssemos que a força gravitacional não atuasse sobre partículas carregadas eletricamente, e sim sobre partículas estritamente neutras.  Nestas condições, dois pedaços de urânio confeccionados de forma a terem massas inerciais estritamente iguais, mas compostos por isótopos distintos deste material, a saber urânio U235 (usado na bomba de Hiroshima) e U238 (isótopo abundante, usado em reatores), teriam visivelmente massas gravitacionais (e pesos) diferentes, pois o número de nêutrons em uma amostra seria maior do que o número de nêutrons na outra.

#### Massas gravitacionais ativa e passiva?

##### Definições
A introdução da ideia de campo na Física por Michael Faraday representou um avanço formidável não só no ramo da eletricidade mas também no estudo da gravitação universal. A ideia fundamental atrás do conceito de campo se opõe diretamente ao conceito de ação à distância. Dados dois entes em interação, no modelo de ação à distância cada um dos entes atua diretamente sobre o outro, não havendo qualquer agente intermediário responsável por esta interação. Na visão através do modelo de campo, um dos entes em interação é agora responsável por criar ao seu redor um terceiro ente físico, o campo, que será o mediador da interação entre ele e o segundo ente. Neste caso, o segundo ente não mais interage com o primeiro diretamente, e sim com o campo que este criou.
Em algumas bibliografias usa-se o modelo de campo para suportar a definição de duas massas gravitacionais a princípio diferentes: a massa gravitacional ativa e a massa gravitacional passiva, nenhuma das quais, então,  necessariamente igual à massa inercial do corpo associado. Temos então a seguinte definição para cada uma delas:
- massa gravitacional ativa: é a massa gravitacional responsável por "criar" o campo gravitacional ao redor do objeto a ela associado. Quanto maior a massa gravitacional ativa de um objeto pontual, maior é a intensidade do campo gravitacional que ele criaria em um ponto situado a uma distância arbitrária mas fixa de seu centro. Nestes termos, a massa gravitacional ativa da Terra é bem maior do que a da Lua, pois um pequeno objeto de teste de massa ativa irrelevante (conhecido como corpo de teste), digamos uma bola de basebol, quando situado, de forma alternada, em dois pontos diferentes, cada qual equidistante do centro de um dos astros, sofre uma aceleração muito maior quando solto no ponto sujeito ao campo criado pela Terra. O mecanismo de medida da massa ativa é o já considerado, a comparação: escolhe-se um corpo de prova qualquer mas único, a ser situado a uma distância das massas ativas experimentalmente razoável mas única, e solta-se o mesmo ora no ponto próximo a um ora na proximidade do outro corpo ativo. Sendo uma das massas ativas a de referência, a razão entre as acelerações apresentadas pelo corpo de prova nos dois casos será a razão entre as massas gravitacionais dos corpos ativos, o que fornece a massa do outro em relação à do primeiro;
- massa gravitacional passiva: a massa gravitacional passiva é a massa que responde pela interação de um objeto com o campo gravitacional (criado por uma massa ativa). A medida da massa passiva é definida dividindo-se o peso do objeto pela aceleração determinada pelo campo de gravidade. Sabe-se que dois objetos imersos em um mesmo campo gravitacional apresentam a mesma aceleração, mas verifica-se que um objeto com uma massa gravitacional passiva menor quando comparada à de um outro objeto também em análise mostra-se solicitado por uma força peso também menor do que aquela verificada no primeiro objeto. Decorre que o processo de medida da massa passiva é também um processo de comparação, a saber o já descrito anteriormente na definição de massa gravitacional, com o possível uso de uma balança de braço.

##### Uma questão desimetria
Dentro da dinâmica de Newton há, ao contrário do que ocorre entre massa gravitacional e massa inercial, forte base teórica para se afirmar que as massas gravitacionais ativa e passiva devem ser, em verdade, iguais, ou pelo menos diretamente proporcionais mediante uma constante de proporcionalidade universal. O suporte mais importante para tal fato encontra-se na definição de força, que é exatamente a mesma tanto no âmbito da teoria da gravitação universal quanto no âmbito da teoria mecânica: força é a expressão física da interação de DOIS objetos, e um objeto sob a ação de uma força tem sua dinâmica determinada pela Segunda Lei de Newton, qualquer que seja a natureza da interação entre os corpos. Se assim não fosse, a teoria da gravitação destacar-se-ia como uma teoria dinâmica a parte, devendo estabelecer não apenas que existe uma interação de origem gravitacional entre dois corpos e fornecer a tradicional fórmula para o cálculo da força que representa esta interação, como também fornecer todo um conjunto de regras (similares ou não às leis de Newton) que permitissem determinar a dinâmica dos corpos que por ventura se encontrassem sobre a ação destas "forças especiais".
Uma vez estabelecido que a Terceira Lei de Newton vale dentro da dinâmica gravitacional, a igualdade, ou melhor, a proporcionalidade entre as massas gravitacionais ativa e passiva é direta.  Repare que estas massas não precisam obrigatoriamente ter o mesmo valor para um dado corpo, pois um fator de proporcionalidade universal poderia ser facilmente "absorvido" dentro da constante de gravitação universal G que figura na equação da Lei da Gravitação Universal. Assim, poder-se-ia, em princípio, definir: "a massa gravitacional ativa de qualquer corpo vale sempre o dobro de sua massa passiva". Se assim fosse, um corpo com massa gravitacional passiva de 1 kg teria uma massa gravitacional ativa de 2 kg. Repare entretanto que estabelecendo-se, neste caso, o valor da constante de gravitação G como tendo a metade do valor que na realidade tem, o fator 2 introduzido  na definição da massa ativa seria cancelado por este fator 1/2 introduzido na constante G original, e a força gravitacional bem como toda a dinâmica fornecida pela segunda lei para estes corpos não seriam, como um todo, afetadas. Entretanto, podendo-se escolher, fazem-se sempre as escolhas mais simples:
- as massas gravitacionais ativa e passiva de qualquer corpo são iguais no âmbito da mecânica clássica;
- o uso dos termos ativo e passivo mostra-se relevante apenas quando, em uma análise baseada em interação através de campos, deseja-se explicitar qual é o corpo fonte de um campo e qual é o corpo que sente este campo.

### Equivalência de massa inercial e gravitacional
É fato que, conforme elaboradas por Newton, não há nada em toda a estrutura da dinâmica e da gravitação universal que forneça uma razão teórica plausível para a equivalência experimentalmente observada entre massa gravitacional e massa inercial. A dinâmica newtoniana afirma apenas que as massas gravitacionais são responsáveis pelas forças gravitacionais entre dois corpos em interação gravitacional, sendo estas massas e não as inerciais as massas usadas na determinação do módulo destas forças gravitacionais - um par ação e reação. Afirma também que a massa inercial é a massa utilizada na segunda lei da dinâmica, sendo esta massa, e não a massa gravitacional,  a massa utilizada no cálculo da aceleração apresentada pelo corpo quando solicitado por quaisquer forças - inclusive as de origem gravitacional. A massa presente na equação fundamental da dinâmica ({\displaystyle F=m.a}) é, pois, a massa inercial.

#### O pêndulo de Newton

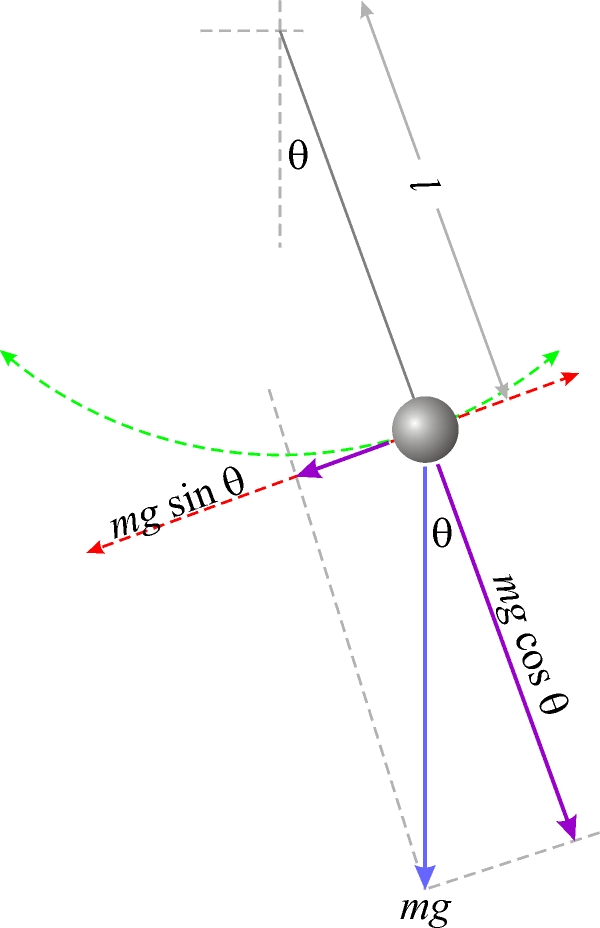
Pêndulo: diagrama mostrando a força peso (mg) e suas componentes em direção radial e tangencial. Os pêndulos são usados em diversos experimentos, a saber no Pêndulo de Foucault, na determinação da gravidade local e no experimento de Newton relatado.

Newton foi o primeiro a verificar experimentalmente a equivalência entre massa inercial e massa gravitacional. A ideia de seu experimento reside nos resultados teóricos da aplicação das teorias gravitacional e mecânica ao estudo de um pêndulo gravitacional simples, que, mantidas explícitas as massas gravitacional e inercial nos cálculos, leva à seguinte equação para o período de oscilação T de um pêndulo:
{\displaystyle T=2\pi {\sqrt {\left({\frac {m_{i}L}{m_{g}g}}\right)}}}
onde {\displaystyle m_{i}} e {\displaystyle m_{g}} referem-se, respectivamente, às massas inercial e gravitacional do corpo suspenso, L ao comprimento do pêndulo e g ao módulo da aceleração da gravidade no local do experimento.
Nesta equação torna-se evidente que, mantidos constantes o local do experimento - e portanto a aceleração da gravidade g no local - e o comprimento L do pêndulo, uma troca do corpo suspenso no pêndulo por outro qualquer que tenha, por simplicidade mas não obrigatoriedade, uma mesma massa gravitacional mg, só levará a uma alteração no período do pêndulo se a razão {\displaystyle {\frac {m_{i}}{m_{g}}}} for diferente nos diversos corpos, ou seja, se não houver uma relação fixa entre a massa gravitacional mg e a massa inercial mi.
Na sequência, Newton construiu um pêndulo fixando uma caixa oca e a princípio vazia na ponta de uma haste com massa desprezível. O interior da caixa foi, então, em uma sequência de experimentos, enchido com os mais diversos materiais, tendo Newton sempre o cuidado de encher o pêndulo de forma que este tivesse, depois de cheio, sempre a mesma massa gravitacional mg (o pêndulo era pesado). Os períodos dos diversos pêndulos assim obtidos foram, satisfeitos os rigores experimentais associados ao experimento, a citar a manutenção, em valores constantes e adequados, do local, da amplitude A do movimento, e do comprimento L da corda, então medidos.
Consideradas as incertezas experimentais inerentes, Newton não observou qualquer alteração nos períodos dos diversos pêndulos por ele construídos e, ao fazê-lo, estabeleceu a igualdade entre as massas inercial e gravitacional até a terceira casa decimal (precisão de cerca de 1 parte em 103).
Uma vez estabelecida a igualdade entre as duas massas, a equação para o período do pêndulo se reduz a:
{\displaystyle T=2\pi {\sqrt {\left({\frac {L}{g}}\right)}}}
que é a equação encontrada em qualquer livro de física de ensino médio.
.

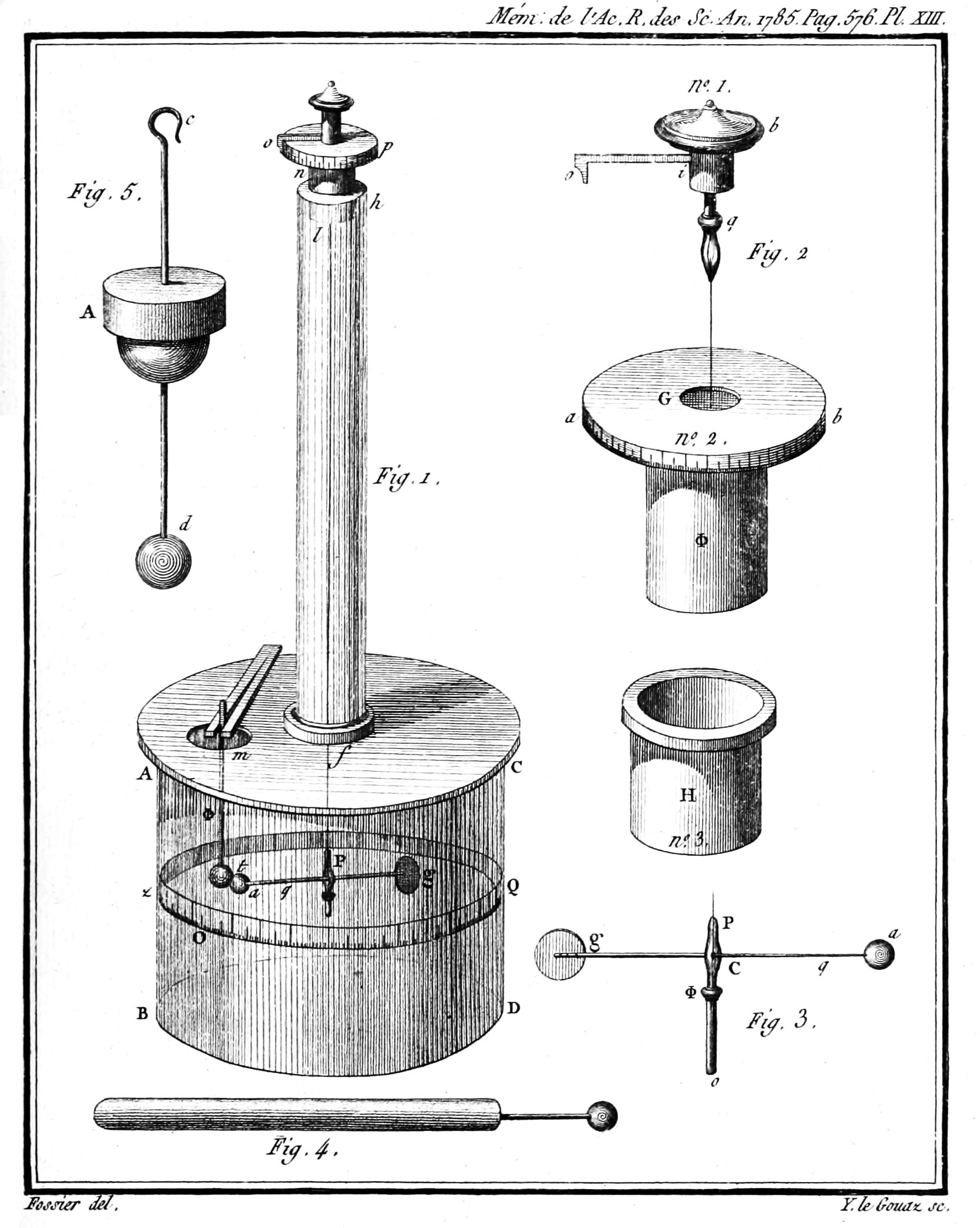
Balança de torção: mostrando-se um valioso instrumento experimental, a balança de torção já foi utilizada em diversas áreas de estudo da física, entre as quais na mecânica e na eletricidade

Graças à equivalência entre as massas inercial e gravitacional há uma completa independência entre o período de oscilação T de um pêndulo (oscilando com pequenas amplitudes) e a massa do corpo nele suspenso. Assim, mantidos o comprimento L e a aceleração da gravidade no local do experimento, qualquer que seja a massa que se coloque na ponta de um pêndulo, o seu período de oscilação T será o mesmo. Uma alteração no período T requer ou uma alteração no comprimento L do pêndulo, ou uma alteração na aceleração da gravidade no local onde realiza-se a experiência. Como a aceleração da gravidade terrestre no local, suposto fixo, também é constante, o período T de um pêndulo mostra-se influenciável em primeira ordem apenas por alterações em seu comprimento L.
Em consequência, os relógios "cuco" têm por base de tempo as oscilações de pêndulos, os quais são ajustados, uma vez em seus respectivos locais de trabalho, mediante pequenas mudanças nos seus comprimentos L. Pêndulos mostram-se também como bons equipamentos para a determinação, com razoável precisão, da gravidade em um dado local.

#### A balança de torção de Eötvös
Um considerável avanço experimental na busca da afirmação de igualdade entre as massas inercial e gravitacional foi feito por Loránd Eötvös em 1909. Utilizando uma balança de torção ele realizou uma sequência de experimentos que resultou em uma considerável redução na incerteza desta afirmação, sendo seus resultados compatíveis com uma incerteza menor que 1 parte em 109 (1 milhão de vezes mais precisa do que a obtida por Newton).
Eötvös colocou diferentes materiais nas extremidades de sua balança de torção e comparou, para cada material, a sua massa gravitacional (o seu "peso") e a sua massa inercial, determinada a partir da força inercial centrífuga devida à rotação da Terra. Qualquer diferença entre estas duas massas seria observada como uma rotação da balança de torção. Tal rotação, dentro dos limites experimentais, não foi observada.

#### Dicke e Braginsk: incerteza menor que 1 parte em 1011
A ideia do uso da balança de torção para a determinação da igualdade entre as massas inercial e gravitacional foi retomada, em 1964, por um cientista de nome, Robert H. Dicke, e em 1972 por Vladimir Braginsk. Com refinamentos que agora levavam em conta, entre outros, a atração gravitacional do Sol, e a força inercial associada à órbita da Terra ao redor do sol, estes cientistas conseguiram ao fim afirmar que a massas inercial e gravitacional são iguais com uma incerteza menor do que 1 parte em 1011, refinando em pelo menos 100 vezes a incerteza anteriormente obtida por Eötvös.

#### O princípio da equivalência de Einstein

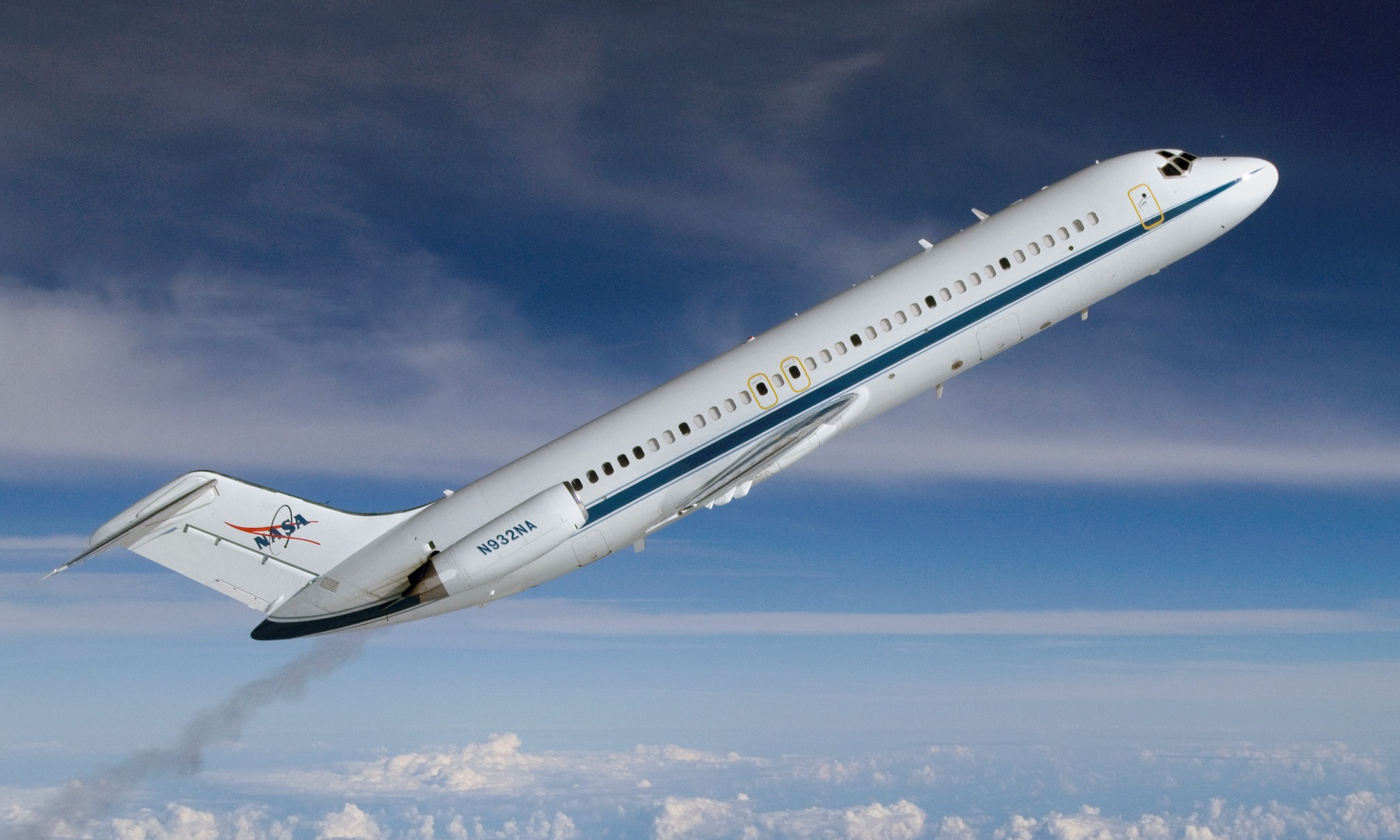
DC-9 da NASA em ascensão: durante a aceleração os objetos dentro do avião parecem pesar bem mais do que realmente pesam, e não há como se dizer qual parcela do peso aparente é devida à gravidade, e qual é devida à aceleração: trata-se do princípio da equivalência.

"Eu estava sentado em uma cadeira no escritório de patentes, em Berna, quando de repente ocorreu-me um pensamento: se uma pessoa cair livremente, ela não sentirá seu próprio peso. Eu estava atônito. Este simples pensamento impressionou-me profundamente. Ele me impeliu para uma teoria da gravitação." (Albert Einstein)
Talvez a mais forte evidência a favor da veracidade da afirmação entre a igualdade das massas inercial e gravitacional encontre-se em um fato inicialmente observado por Galileu Galilei, e eternizado na famosa experiência da Torre de Pisa. Uma vez estabelecido um local onde haja um campo gravitacional conhecido, a exemplo um ponto na superfície da Terra, verifica-se experimentalmente que TODOS os objetos caem, quaisquer que sejam as suas massas, materiais constituintes ou volumes, quando soltos em queda livre a partir de um mesmo ponto, exatamente com a MESMA aceleração. Conforme visto, se houvesse realmente alguma diferença entre massa gravitacional e massa inercial, um corpo que, a exemplo, apresentasse massa inercial razoavelmente maior do que sua massa gravitacional deveria, em seu processo de queda, apresentar uma aceleração mensuravelmente menor do que a que seria observada em um corpo no qual a massa gravitacional fosse maior que (ou pelo menos não tão diferente da) sua massa inercial.
Esta última ideia encontra enfronhada na citada frase de Einstein pois, associada os diversos materiais que compõem o corpo humano, levaria a forças de contato entre os diversos sistemas do corpo quando este estivesse em queda livre. Tomemos a exemplo o sistema ósseo e o sistema muscular.  Caso as razões entre as massas inercial e gravitacional fossem diferentes nos dois sistemas, haveria obrigatoriamente uma força de contato entre estas estruturas a fim de se manter a unicidade do corpo durante a queda. Sendo o nosso sentido de tato sensível justamente a estas forças, estas fariam com que as pessoas "sentissem" a suas próprias quedas, fato que não é, entretanto, observado.
O Princípio da Equivalência entre as massas inercial e gravitacional guarda uma íntima relação com o Princípio da Equivalência de Einstein, ponto de partida para a construção  de uma teoria de gravitação covariante em relação a qualquer referencial: a Relatividade Geral.
Uma vez estabelecida a equivalência entre massa inercial e massa gravitacional, o termo massa, dentro da dinâmica newtoniana, passa a representar, de forma implícita, o termo mais adequado à situação.

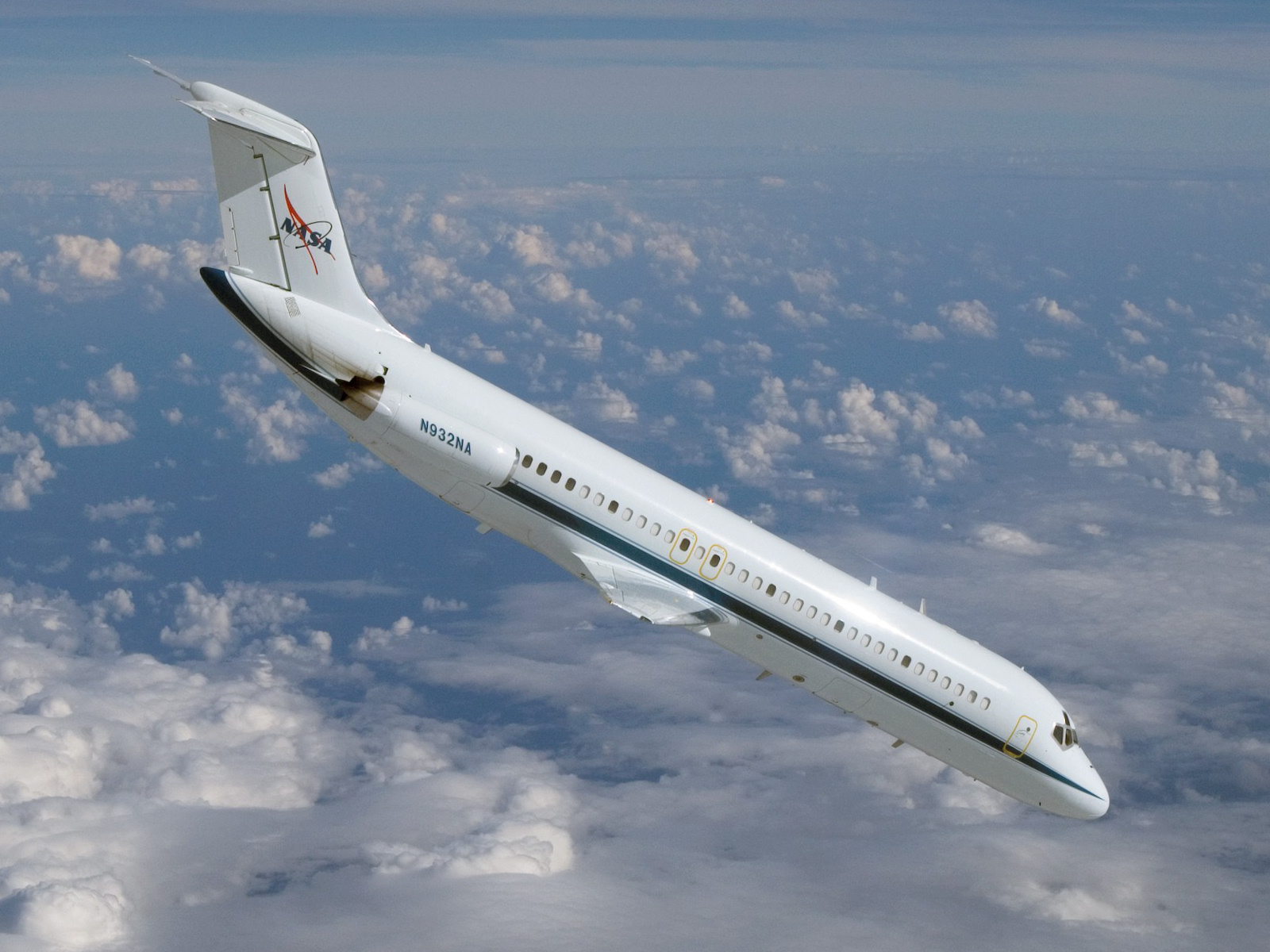
Um DC-9, da NASA, mergulhando. A NASA vale-se da igualdade entre as massas gravitacional e inercial para simular, aqui na Terra, um ambiente de gravidade "nula" (também conhecido com estado de imponderabilidade).

### Conservação da massa em Mecânica Clássica
No âmbito da mecânica clássica considera-se que a massa, uma propriedade da matéria, é constante, não podendo ser criada e nem destruída, apenas transportada. Diversas leis, a exemplo das leis de Newton e de Lavoisier (massa dos reagentes é igual a massa dos produtos), tomam partido desse fato que, mantidas as fronteiras impostas pela mecânica clássica, mostra-se plenamente verídico no cotidiano.
Entretanto a ideia de conservação e de associação entre massa e matéria falha de forma considerável em outros campos que não o da mecânica clássica, e em áreas sujeitas às leis da física de partículas, da mecânica quântica e da relatividade, esta acaba substituída ("englobada") por uma lei mais fundamental, a lei da conservação de energia. Nestas áreas massa mostra-se equivalente à energia, e a equação E=mc² torna-se indispensável para estabelecer-se a citada lei de conservação.

## Massa no âmbito da relatividade

### Relatividade restrita
(1) "As leis dos fenômenos eletromagnéticos, bem como as leis da mecânica, são as mesmas em todos os sistemas de referências inerciais, apesar de estes sistemas se moverem uns em relação aos outros. Consequentemente, todos os referenciais inerciais são completamente equivalentes para todos os fenômenos."
(2) "A velocidade da luz no vácuo independe do movimento do observador e do movimento da fonte."
Conforme encontrados em  Física Quântica (Eisberg, Robert et. al.), os postulados da Relatividade Restrita parecem simples. Entretanto esta simplicidade esconde um intrincado conjunto de ideias e fatos que, derivados de inconsistências entre as teorias da mecânica clássica e do eletromagnetismo clássico, e de inconsistências, o que é bem mais sério, entre estas teorias e fatos experimentais então estabelecidos, culminaram com a necessidade de uma nova proposta para a compreensão da dinâmica da matéria (e energia).  A simplicidade dos postulados esconde também consequências em verdade nada simples e que fogem bem ao senso de mundo que temos normalmente. Fatos como dilatação do tempo, contração do espaço, e uma nova "definição" de massa encontram-se bem distantes da percepção de mundo de um "simples mortal".

#### Massa de repouso
Ao ser elaborada a relatividade restrita acabou herdando vários dos conceitos antes existentes em mecânica clássica, o que faz sentido visto que a mecânica clássica foi um paradigma para a dinâmica que perdurou por quase trezentos anos sem encontrar qualquer evidência experimental que não fosse condizente com sua proposta, sendo portanto uma teoria para a dinâmica que se ajusta plenamente aos fatos observáveis do "mundo em que vivemos", e dentro de certos limites plenamente válida ainda hoje. Qualquer nova teoria dinâmica que pretenda estender a compreensão até então fornecida pela mecânica clássica deverá portanto  necessariamente apresentar resultados que concordem com os por ela fornecidos quando dentro dos limites de sua validade, ou seja, em um mundo macroscópico e de baixas velocidades quando comparadas à da luz.
A mais importante herança recebida pela relatividade restrita da mecânica clássica é o conceito de referencial inercial sobre o qual esta nova teoria também se estabelece, sendo a relatividade restrita, portanto, uma teoria ainda não completamente covariante. Tal covariância geral só será alcançada no âmbito da Relatividade Geral.
Na sequência, uma segunda herança direta da mecânica clássica e que se traduz dentro da relatividade restrita por massa de repouso {\displaystyle m_{0}} é o conceito clássico de massa inercial, sendo esta definida dentro da relatividade restrita como a massa medida para um objeto quando este se encontre em repouso em relação ao referencial inercial a partir do qual se estabelece a medida, ou seja, com velocidade praticamente nula e assim completamente desprezível quando comparada à da luz - condição que implica o limite de validade da mecânica clássica. Assim:
a massa de repouso {\displaystyle m_{0}}, apesar de constituir um conceito com validade global dentro da teoria relativística, é a massa de um objeto estabelecida em condições que, dentro da mecânica relativística, impliquem também a validade da mecânica clássica e de seu conceito de massa inercial, sendo esta então definida como igual à massa inercial clássica estabelecida para o corpo: {\displaystyle m_{0}=m}.
No âmbito da relatividade restrita a massa de repouso (ou simplesmente massa) de uma partícula ou sistema pode ser obtida através da expressão:
{\displaystyle m_{o}={\frac {\sqrt {E^{2}-\left(pc\right)^{2}}}{c^{2}}}}
onde E é a energia total do sistema, P é o momento total do sistema e c a velocidade da luz.

#### Massas relativísticas
A massa de repouso {\displaystyle m_{0}} tem papel fundamental nas expressões relativísticas, mas há uma segunda massa na relatividade restrita igualmente importante: a massa relativística M, tradicional em livros de Física. De fato há pelo menos mais duas definições de massa na relatividade: a longitudinal {\displaystyle M_{l}} e a transversal {\displaystyle M_{t}}.
É demonstrável que a relatividade herda também o conceito de massa em sua definição geral m = ( d²E / dP² )⁻¹ - o que dá origem a uma das assim chamadas massas relativísticas - bem como o conceito de força F = dP / dt da mecânica newtoniana. Contudo, estranhamente, a relatividade não herda a lei fundamental da dinâmica de Newton, {\displaystyle \mathbf {F} =m{\dot {\mathbf {a} }}}, em sua forma geral, mesmo considerando-se a massa como sendo a massa relativística e não a inercial nessa expressão.
Na relatividade, de forma totalmente alheia ao que se tem no cotidiano, força e aceleração nem sempre são paralelos, e isso traz algumas considerações quanto à interpretação da massa relativística: embora esteja correto falar que ela se traduz em uma boa medida da inércia de um corpo na situação, encerrando em si o fato que energia (cinética nesse caso) também possui inércia, a afirmação deve ser feita com ressalvas, visto a não validade em íntegra da segunda lei de Newton na relatividade.

##### Introdução

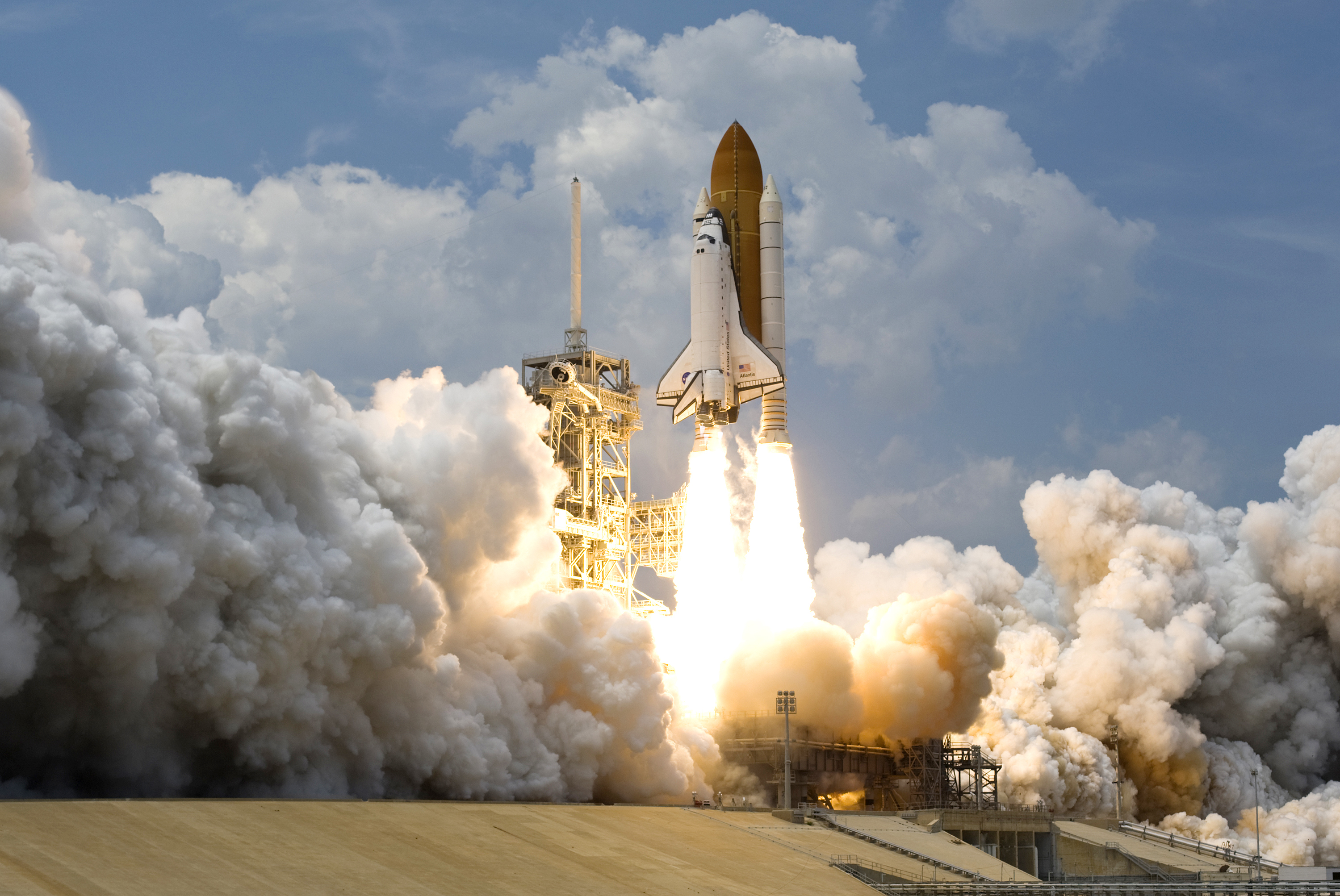
Lançamento do ônibus espacial Atlantis: apesar da relatividade ter estendido a nossa visão do universo, os cálculos que permitem o lançamento e o domínio do espaço são basicamente cálculos que envolvem mecânica clássica.

A relatividade restrita, sendo uma nova teoria sobre dinâmica, estabeleceu novas regras que substituíram as Leis de Newton quando fora do limite clássico, e foram elaboradas, conforme discutido, de forma que se reduzissem a elas quando nos limites onde a mecânica clássica vale. Estas novas leis, mais abrangentes, foram também estabelecidas de  forma a tornar não só a dinâmica da matéria como também as leis da dinâmica da energia invariantes à mudança de referencial, leis últimas expressas por um conjunto de equações que constituem ainda hoje o pilar fundamental da teoria eletromagnética clássica, as Equações de Maxwell.
Dentro deste contexto, nos limites onde as leis da mecânica não valem, o conceito clássico de momento ({\displaystyle {\vec {P}}=m{\vec {V}}}) não se mostra mais associado a uma lei de conservação, e a elaboração de um novo conceito de momento condizente com as leis da relatividade restrita e também com a existência de uma lei de conservação associada levou à definição do que se denomina momento relativístico. O momento relativístico P, que satisfaz conforme definido à citada lei de conservação, é definido por:
{\displaystyle \mathbf {p} ={\frac {m_{o}\,\mathbf {v} }{\sqrt {1-\mathbf {v} ^{2}/c^{2}}}}=M\,\mathbf {v} \,.}
Comparando-se estas e várias outras equações da dinâmica relativística com as respectivas equações da dinâmica clássica, tem-se a intuição que se pode derivar as leis da dinâmica relativística substituindo a massa inercial m nas equações para a mecânica clássica pelo que se convencionou chamar massa relativística {\displaystyle M}:
{\displaystyle M={\frac {m_{o}}{\sqrt {1-\mathbf {v} ^{2}/c^{2}}}}\,.}
onde {\displaystyle \mathbf {v} } representa a velocidade da partícula em relação ao referencial (inercial) de análise, e {\displaystyle m_{o}}, a massa de repouso antes definida.
Na equação para a massa relativística vemos que esta massa é explicitamente dependente de sua velocidade, e, visto que maiores valores de velocidade nesta equação implicam maiores valores para a massa relativística, indo esta ao infinito no limite que a velocidade {\displaystyle \mathbf {v} } do objeto iguala-se à velocidade da luz C,  não é incomum encontrar-se pessoas ligadas à área científica dizendo que "a massa aumenta a altas velocidades".
O fato é que, apesar de intuitivo - e de muitas das vezes levar a analogias que podem mostrar-se válidas - uma simples substituição da massa inercial clássica pela massa relativística leva, na maioria das vezes a resultados completamente falsos. Vejamos o que ocorre com a força e com a equação de Newton nesta perspectiva.
A relatividade "herda" a definição de força em sua forma mais abrangente que, junto com a definição do momento relativístico, resulta:
{\displaystyle \mathbf {F} ={\frac {\mathrm {d} \mathbf {p} }{\mathrm {d} t}}={\frac {m_{o}\,\mathbf {a} }{\sqrt {1-\mathbf {v} ^{2}/c^{2}}}}+{\frac {m_{o}\,\mathbf {v} \,(\mathbf {v} \cdot \mathbf {a} )}{c^{2}\,({\sqrt {1-\mathbf {v} ^{2}/c^{2}}})^{3}}}}
ou, de forma equivalente, usando a definição de massa relativística e de uma nova massa, a massa longitudinal {\displaystyle M_{l}}
{\displaystyle \mathbf {F} ={\frac {\mathrm {d} \mathbf {p} }{\mathrm {d} t}}=M\mathbf {a} +M_{l}\,({\frac {\mathbf {v\cdot \mathbf {a} } }{c}})\,{\frac {\mathbf {v} }{c}}}
Notoriamente a força que se observa atuando em um corpo que se move com uma velocidade {\displaystyle (\mathbf {v} )} não pode ser derivada pela simples substituição da expressão da massa relativística na lei da dinâmica de Newton F=ma. A força na mecânica relativística apresenta duas componentes: uma condizente com a "proposta" em íntegra da segunda lei de Newton, paralela à aceleração apresentada pelo corpo, e outra, que nos diz que há também força na direção da velocidade do objeto, termo que não condiz com a "proposta" e tão menos com a mecânica clássica.
Outra incoerência associada à definição de massa relativística pode ser obtida quando esta é substituída na Lei da Gravitação de Newton. Conforme estruturada, a dinâmica da relatividade restrita estabelece a dinâmica dos corpos e energia apenas em situações completamente isentas de campos gravitacionais, e uma equação para a lei da gravitação não figura dentro do âmbito da relatividade restrita. A associação de uma teoria de gravitação à da relatividade restrita nos leva diretamente à relatividade geral.
Assim, conforme tradução do expresso em Classical Daynamics (Thornton et. al), "Nós preferimos nos reter o conceito de massa como uma grandeza invariante, uma propriedade intrínseca dos corpos. O uso dos dois termos, massa de repouso e massa relativística, é hoje considerado obsoleto. Portanto nós sempre iremos nos referir apenas ao termo massa, o qual equivale à massa de repouso. O uso da massa relativística geralmente conduz a erros ao se usar expressões clássicas.".
Cada coisa ao seu lugar, não se pode negar, contudo, que as massas relativísticas como tal tiveram um papel histórico fundamental no desenvolvimento da teoria; e por fato tem-se que as massas relativísticas, seguindo-se as definições gerais de massa e força, são definidas, e são válidas, dentro da relatividade restrita. Algumas definições da mecânica newtoniana, como a segunda lei de newton e a lei da gravitação, é que não são genericamente válidas, como visto.
Isso faz com que o uso do conceito de massa relativística deva ser, sim,  parcimonioso, mas não suprimido dentro da teoria. No pior dos cenários, a massa relativística é no mínimo uma relação mnemônica muito útil quando se trata de várias das equações encontradas na relatividade restrita; o que já justificaria sua definição.

##### Quatro massas por partícula? Dinâmica relativística
Não há jeito. Para podermos entender os conceitos de massa dentro da mecânica relativística temos primeiro que entender como são feitos os cálculos da dinâmica de uma partícula dentro da relatividade; o que delongar-se-á um pouco.

Em relatividade, geralmente não iguala-se a.

Comecemos pelo fundamental: dissemos outrora, e a equação da força na mecânica relativística acima apresentada nos mostra, que aceleração e força, na maioria dos casos, nem sempre estão na mesma direção dentro da relatividade. Por que não? Dada uma aceleração, por exemplo, como calcular a força que, ao atuar na partícula, a  provoca;  sobretudo quando a partícula tem uma velocidade considerável? Ou vice versa: dada uma força atuando em uma partícula relativística, como determinar a aceleração?
Por que, na relatividade restrita, força e aceleração, na maioria dos casos, não estão na mesma direção; ao passo que na mecânica clássica essa é uma condição sempre satisfeita? O que há por trás?
Para compreendermos isso, vejamos que a principal diferença entre a aplicação da  mecânica clássica e da mecânica relativística está na elevada velocidade {\displaystyle \mathbf {v} } da partícula no segundo caso, sendo a direção e sentido de {\displaystyle \mathbf {v} } o ponto de partida para orientação espacial no problema, portanto. 

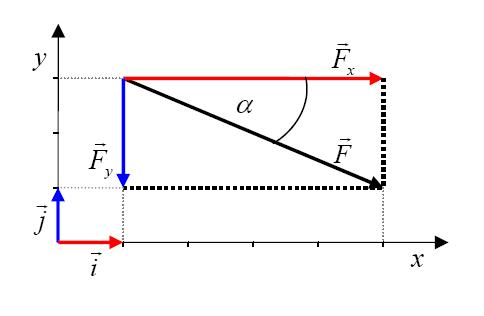
Projeção vetorial: O vetor e as suas componentes e na base ortonormal (,). Matematicamente:.

Tanto em relatividade quanto em mecânica clássica pressupõe-se a validade da álgebra vetorial, de forma que um vetor possa ser expresso como a soma de suas componentes ortogonais; por razões aqui de ser escolhidas, propositalmente, uma na direção da velocidade, outras perpendiculares a ela.   O número de vetores da base ortonormal é dependente da dimensão do problema: 2 ou 3 geralmente. Por simplicidade mas sem perda de generalidade, sigamos com dimensão bidimensional. 
Um vetor inclinado é pois, no nosso problema, substituído agora pela soma vetorial de dois vetores: um perpendicular e outro paralelo a {\displaystyle {\vec {v}}}; as componentes do vetor inclinado . Sendo a ĺagebra vetorial linear, tudo o que se obtinha analisando o vetor em si pode-se obter agora analisando-se as suas componentes individualmente e combinando-se as parcelas resultantes. Na análise via componentes obtém-se os mesmos resultados esperados, por princípio. 
Repare que, ao escalar as magnitudes (módulos) das componentes paralela e perpendicular por um mesmo fator escalar {\displaystyle \alpha },  escalamos a magnitude do vetor inclinado pelo mesmo fator {\displaystyle \alpha }, sem contudo alterar a direção inicial do vetor inclinado.  

O vetor posição à direita (tracejado) teve sua componente em x escalada por um fator -2, ao passo que a componente em y foi escalada por um fator 1/2. Sendo os fatores diferentes, como resultado, o vetor posição gira do primeiro para o segundo quadrante nesse exemplo.

Se decompusermos um vetor inclinado em suas componentes e aplicarmos fatores escalares diferentes, um em cada componente do vetor, além de escalar a magnitude do vetor inicial por um terceiro fator geralmente diferente dos anteriores, o vetor inicial também muda de direção, sofrendo rotação. O vetor resultante e o inicial não têm mais a mesma direção ou magnitude. O fator de escala e o ângulo de rotação aplicados ao vetor inicial são funções  dos dois fatores escalares distintos aplicados cada qual a uma componente. 
Analisemos a dinâmica clássica e a relativística sobre a ótica das componentes dos vetores em si, não dos vetores inclinados propriamente ditos. 
Calcular o vetor força na mecânica clássica nada mais é do que escalar o vetor aceleração correspondente por um escalar  m, pois {\displaystyle \mathbf {F} =m\mathbf {a} }. Isso significa, em termos de componentes, que as componentes paralela e perpendicular do vetor aceleração são sempre escalados por um mesmo fator m, visto ser a força sempre paralela à respectiva aceleração para qualquer par relacionado desses vetores, por definição. Matematicamente, na mecânica clássica:
{\displaystyle \mathbf {F} =m\mathbf {a} =m(\mathbf {a} _{x}+\mathbf {a} _{y})=m\mathbf {a} _{x}+m\mathbf {a} _{y}=\mathbf {F} _{x}+\mathbf {F} _{y}}
Em suma, na mecânica clássica, como esperado, a segunda lei de Newton vale individualmente para cada componente da força e respectiva componente da aceleração, desde que ambas as componentes sejam escaladas pelo mesmo fator m, entretanto. Em termos de linguagem, dizer-se-ia que:
a massa nos cálculos das componentes da força ou aceleração paralelas à velocidade – que denominaremos  massa longitudinal - é igual  à massa para os cálculos das componentes da força ou aceleração perpendiculares à velocidade - que doravante denominaremos massa transversal – no âmbito da mecânica clássica.
Eis pois o que já se supunha. Da definição de força como derivada do momento em relação ao tempo para a relatividade pode-se demonstrar que a  relatividade restrita herda, de forma específica, a segunda lei de Newton quando se está a tratar ou das componentes paralelas ou das componentes perpendiculares dos vetores força e aceleração em relação à velocidade, mas o fator de escala – a massa -  não é simultaneamente o mesmo em cada  caso.
a massa nos cálculos das componentes de força ou aceleração paralelas à velocidade – a massa longitudinal - geralmente "não" é igual à massa para os cálculos das componentes da força ou aceleração perpendiculares à velocidade - a massa transversal – no âmbito da mecânica relativística.
Pois bem: como resolver um problema em relatividade? Uma das formas é a seguinte. Dada a força, a velocidade {\displaystyle \mathbf {v} } em que a partícula se encontra e a massa de repouso {\displaystyle m_{0}}, decompõem-se a força em suas componentes perpendicular e paralela à velocidade, calculam-se as massas transversal e longitudinal, aplica-se a segunda lei a cada componente em particular da força, determinando-se as respectivas componentes da aceleração, e a partir das componentes da aceleração, calcula-se o vetor aceleração resultante. Se fosse solicitada a força a partir da aceleração, os cálculos  seguem raciocínio análogo. Decomponha a aceleração, calcules as componentes da força mediante segunda lei para cada caso, e por fim a força em si, somando-se as componentes.
Pelo fato das massas transversal e longitudinal não terem geralmente o mesmo valor na relatividade restrita, tem-se que a relatividade não herda a segunda lei de newton de maneira generalizada. Mas ela herda sim a segunda lei nos casos específicos ou das componentes perpendiculares ou das componentes paralelas dos vetores envolvidos em relação à velocidade.
Matematicamente, na relatividade: 
{\displaystyle \mathbf {F} _{l}=M_{l}\mathbf {a} _{l}}
{\displaystyle \mathbf {F} _{t}=M_{t}\mathbf {a} _{t}}
```

  

    

      

        

          
F

        

        
=

        

          

            
F

          

          

            
l

          

        

        
+

        

          

            
F

          

          

            
t

          

        

        
=

        

          
M

          

            
l

          

        

        

          

            
a

          

          

            
t

          

        

        
+

        

          
M

          

            
l

          

        

        

          

            
a

          

          

            
t

          

        

      

    

    
{\displaystyle \mathbf {F} =\mathbf {F} _{l}+\mathbf {F} _{t}=M_{l}\mathbf {a} _{t}+M_{l}\mathbf {a} _{t}}

  

```

```

  

    

      

        

          
a

        

        
=

        

          

            
a

          

          

            
l

          

        

        
+

        

          

            
a

          

          

            
t

          

        

        
=

        

          

            

              

                
F

              

              

                
l

              

            

            

              
M

              

                
l

              

            

          

        

        
+

        

          

            

              

                
F

              

              

                
t

              

            

            

              
M

              

                
t

              

            

          

        

      

    

    
{\displaystyle \mathbf {a} =\mathbf {a} _{l}+\mathbf {a} _{t}={\frac {\mathbf {F} _{l}}{M_{l}}}+{\frac {\mathbf {F} _{t}}{M_{t}}}}

  

```

onde l e t são índices que indicam, conforme popularizado na literatura sobre o assunto, longitudinal (paralelo) e transversal (perpendicular) à velocidade {\displaystyle \mathbf {v} } da partícula em análise; e {\displaystyle M_{l}} e {\displaystyle M_{t}} são as massas longitudinal e transversal, respectivamente.
Há portanto, em relatividade, à princípio, quatro massas envolvidas na dinâmica: a massa relativística M (sem índice) outrora definida nesse artigo, a massa transversal {\displaystyle M_{t}}, a massa longitudinal {\displaystyle M_{l}} e a massa de repouso {\displaystyle m_{0}}.
De fato mostrar-se-á, após cálculos das massas transversal e longitudinal efetuados abaixo, que a massa relativística de fato iguala-se à massa transversal, de forma que há três massas distintas na dinâmica relativística.

##### Massas transversal e longitudinal
Há vários métodos para os cálculos das massas transversão e longitudinal como função ou do momento ou da velocidade dentro da relatividade. 
Utilizando-se a definição geral de massa a partir da relação de dispersão pode-se calcular a massa longitudinal, a exemplo; e por demais considerações, a transversal. 
Outro método dá-se  a partir da definição formal de força e de momento dentro da teoria. Façamos primeiro esse.

###### Cálculo das massas a partir da definição geral de força
Tomemos por ponto de partida as já apresentadas definições de força e momento linear relativísticos, bem como a definição de aceleração:
```

  

    

      

        

          
a

        

        
=

        

          

            

              
d

              

                
v

              

            

            

              
d

              
t

            

          

        

      

    

    
{\displaystyle \mathbf {a} ={\frac {d\mathbf {v} }{dt}}}

  

```

```

  

    

      

        

          
p

        

        
=

        

          

            

              

                
m

                

                  
o

                

              

              

              

                
v

              

            

            

              
1

              
−

              

                

                  
v

                

                

                  
2

                

              

              

                
/

              

              

                
c

                

                  
2

                

              

            

          

        

      

    

    
{\displaystyle \mathbf {p} ={\frac {m_{o}\,\mathbf {v} }{\sqrt {1-\mathbf {v} ^{2}/c^{2}}}}}

  

```

```

  

    

      

        

          
F

        

        
=

        

          

            

              

                
d

              

              

                
p

              

            

            

              

                
d

              

              
t

            

          

        

      

    

    
{\displaystyle \mathbf {F} ={\frac {\mathrm {d} \mathbf {p} }{\mathrm {d} t}}}

  

```

Em busca de algo parecido com a segunda lei de Newton dentro da relatividade, calcularemos primeiro a equação de força como função da aceleração para uma partícula relativística. Devemos substituir o momento {\displaystyle \mathbf {p} } na definição definição geral de força. Contudo, antes da substituição, utilizaremos a regra da cadeia, de forma que a definição de força se transforme em:
{\displaystyle \mathbf {F} ={\frac {\mathrm {d} \mathbf {p} }{\mathrm {d} t}}={\frac {\mathrm {d} \mathbf {p} }{\mathrm {d} \mathbf {v} }}{\frac {\mathrm {d} \mathbf {v} }{\mathrm {d} t}}={\frac {\mathrm {d} \mathbf {p} }{\mathrm {d} \mathbf {v} }}\mathbf {a} }
explicitando assim a aceleração na equação e tornando o problema mais simples, visto que a derivada do momento se calcula agora em relação à velocidade - a variável na qual o momento encontra-se definido - e não ao tempo.
Calculando-se a derivada de {\displaystyle \mathbf {p} } em relação a {\displaystyle \mathbf {v} } via regra da cadeia:
{\displaystyle {\frac {\mathrm {d} \mathbf {p} }{\mathrm {d} \mathbf {v} }}={\frac {\mathrm {d} }{\mathrm {d} \mathbf {v} }}({\frac {m_{o}\,\mathbf {v} }{\sqrt {1-\mathbf {v} ^{2}/c^{2}}}})={\frac {\mathrm {d} }{\mathrm {d} \mathbf {v} }}[m_{o}({1-\mathbf {v} ^{2}/c^{2}})^{-{\frac {1}{2}}}\,\mathbf {v} ]=[m_{0}\,({1-\mathbf {v} ^{2}/c^{2}})^{-{\frac {1}{2}}}]+m_{o}\,\mathbf {v} {\frac {\mathrm {d} }{\mathrm {d} \mathbf {v} }}[({1-\mathbf {v} ^{2}/c^{2}})^{-{\frac {1}{2}}}]}
A derivada {\displaystyle {\frac {\mathrm {d} }{\mathrm {d} \mathbf {v} }}[({1-\mathbf {v} ^{2}/c^{2}})^{-{\frac {1}{2}}}]} vale:
{\displaystyle {\frac {\mathrm {d} }{\mathrm {d} \mathbf {v} }}[({1-\mathbf {v} ^{2}/c^{2}})^{-{\frac {1}{2}}}]=-{\frac {1}{2}}({1-\mathbf {v} ^{2}/c^{2}})^{-{\frac {3}{2}}}{\frac {\mathrm {d} }{\mathrm {d} \mathbf {v} }}({1-\mathbf {v} ^{2}/c^{2}})=-{\frac {1}{2}}({1-\mathbf {v} ^{2}/c^{2}})^{-{\frac {3}{2}}}({\frac {-2\mathbf {v} }{c^{2}}})={\frac {\mathbf {v} }{c^{2}({1-\mathbf {v} ^{2}/c^{2}})^{\frac {3}{2}}}}}
Fazendo a substituição do resultado da linha acima na linha anterior e explicitando o denominador na primeira parcela ficamos com:
{\displaystyle {\frac {\mathrm {d} \mathbf {p} }{\mathrm {d} \mathbf {v} }}={\frac {m_{0}}{({1-\mathbf {v} ^{2}/c^{2}})^{\frac {1}{2}}}}+{\frac {m_{0}\mathbf {v} \mathbf {v} }{c^{2}({1-\mathbf {v} ^{2}/c^{2}})^{\frac {3}{2}}}}}
Donde, lembrando-se a primeira linha para o cálculo de {\displaystyle \mathbf {F} }:
{\displaystyle \mathbf {F} ={\frac {\mathrm {d} \mathbf {p} }{\mathrm {d} t}}={\frac {m_{0}\mathbf {a} }{({1-\mathbf {v} ^{2}/c^{2}})^{\frac {1}{2}}}}+{\frac {m_{0}\mathbf {v} \mathbf {v} \mathbf {a} }{c^{2}({1-\mathbf {v} ^{2}/c^{2}})^{\frac {3}{2}}}}}
O que nos leva à equação para a força em função da aceleração já apresentada em seção anterior.
```
 

  

    

      

        

          
F

        

        
=

        

          

            

              

                
d

              

              

                
p

              

            

            

              

                
d

              

              
t

            

          

        

        
=

        

          

            

              

                
m

                

                  
o

                

              

              

              

                
a

              

            

            

              
1

              
−

              

                

                  
v

                

                

                  
2

                

              

              

                
/

              

              

                
c

                

                  
2

                

              

            

          

        

        
+

        

          

            

              

                
m

                

                  
o

                

              

              

              

                
v

              

              

              
(

              

                
v

              

              
⋅

              

                
a

              

              
)

            

            

              

                
c

                

                  
2

                

              

              

              
(

              

                

                  
1

                  
−

                  

                    

                      
v

                    

                    

                      
2

                    

                  

                  

                    
/

                  

                  

                    
c

                    

                      
2

                    

                  

                

              

              

                
)

                

                  
3

                

              

            

          

        

      

    

    
{\displaystyle \mathbf {F} ={\frac {\mathrm {d} \mathbf {p} }{\mathrm {d} t}}={\frac {m_{o}\,\mathbf {a} }{\sqrt {1-\mathbf {v} ^{2}/c^{2}}}}+{\frac {m_{o}\,\mathbf {v} \,(\mathbf {v} \cdot \mathbf {a} )}{c^{2}\,({\sqrt {1-\mathbf {v} ^{2}/c^{2}}})^{3}}}}

  

```

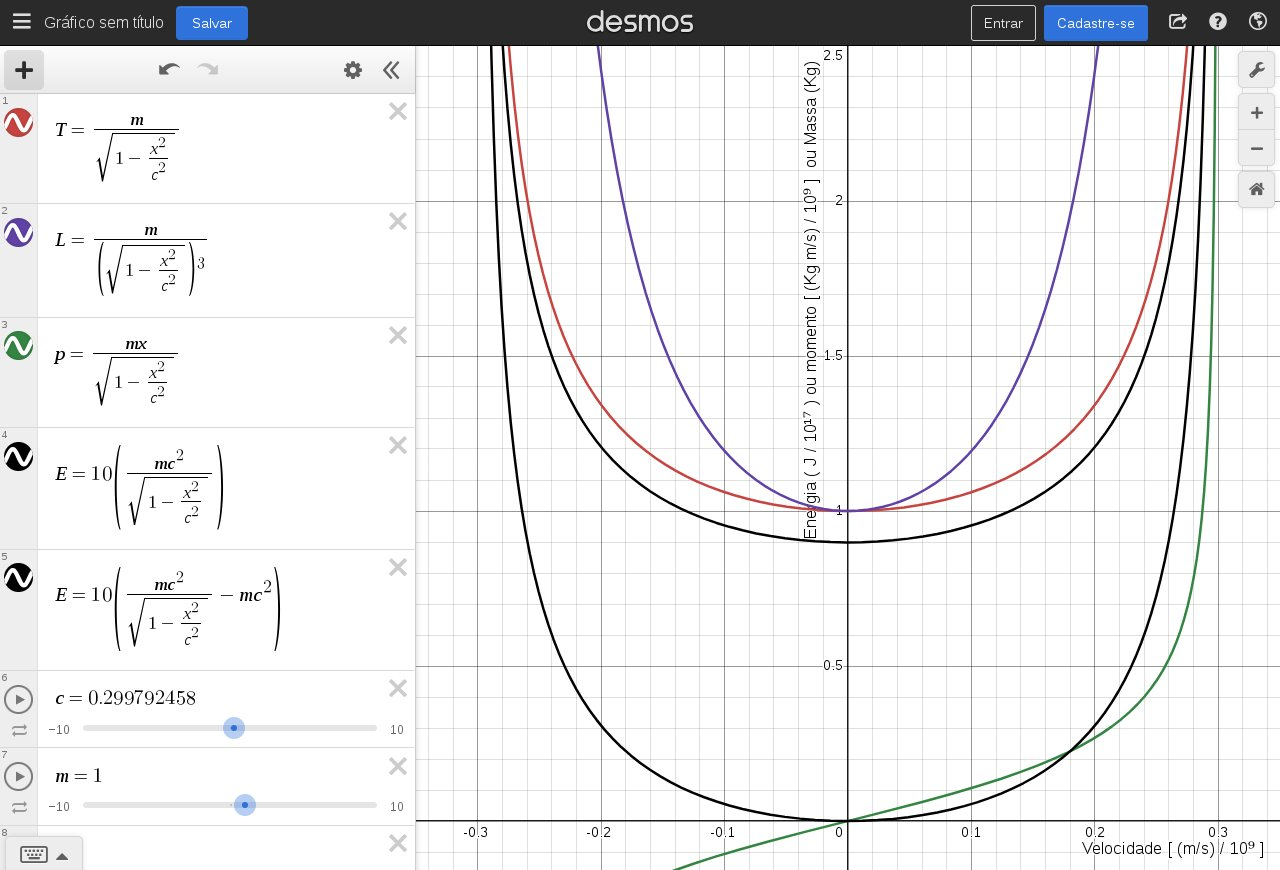
Gráficos para as principais grandezas relativísticas, com unidades no SI. Em vermelho: massa relativística ou transversal. Em violeta, massa longitudinal. Em verde, momento relativístico, Em preto: energias total e cinética.

A primeira coisa a analisar é que, no numerador da segunda parcela, aparece o produto escalar  {\displaystyle (\mathbf {v} \cdot \mathbf {a} )} entre {\displaystyle \mathbf {v} } e {\displaystyle \mathbf {a} }. Quando {\displaystyle \mathbf {v} } e {\displaystyle \mathbf {a} } forem perpendiculares, esse produto se anula, eliminando a segunda parcela na expressão acima. Ficamos pois com:
```

  

    

      

        

          

            
F

          

          

            
t

          

        

        
=

        

          
M

          

            
t

          

        

        

          

            
a

          

          

            
t

          

        

        
=

        

          

            

              

                
m

                

                  
o

                

              

              

            

            

              
1

              
−

              

                

                  
v

                

                

                  
2

                

              

              

                
/

              

              

                
c

                

                  
2

                

              

            

          

        

        

          

            
a

          

          

            
t

          

        

      

    

    
{\displaystyle \mathbf {F} _{t}=M_{t}\mathbf {a} _{t}={\frac {m_{o}\,}{\sqrt {1-\mathbf {v} ^{2}/c^{2}}}}\mathbf {a} _{t}}

  

```

Repare que força é nesse caso sempre paralela à aceleração, ambas perpendiculares à velocidade.
Demonstra-se assim, por comparação direta à {\displaystyle \mathbf {F} =m\mathbf {a} }, que, nesse caso em particular, a segunda lei de Newton é aplicável dentro da relatividade. A comparação também nos diz que a massa transversal, como já descrita em seção anterior,  deve valer:
```
 

  

    

      

        

          

            
M

          

          

            
t

          

        

        
=

        
M

        
=

        

          

            

              

                
m

                

                  
o

                

              

              

            

            

              
1

              
−

              

                

                  
v

                

                

                  
2

                

              

              

                
/

              

              

                
c

                

                  
2

                

              

            

          

        

      

    

    
{\displaystyle \mathbf {M} _{t}=M={\frac {m_{o}\,}{\sqrt {1-\mathbf {v} ^{2}/c^{2}}}}}

  

```

Repare que, por coincidência, a massa transversal iguala-se à antes definida massa relativística {\displaystyle M=M_{t}}. 
Podemos determinar agora a massa longitudinal {\displaystyle M_{l}}. Suporemos a velocidade em uma direção particular representada pelo vetor unitário {\displaystyle \mathbf {x} }, de forma que a aceleração, suposta agora paralela à velocidade, se escreva {\displaystyle \mathbf {a} =a\mathbf {x} } e é claro, {\displaystyle \mathbf {v} =v\mathbf {x} }.
Levando isso na equação da força em função da aceleração, e notando que o produto escalar {\displaystyle \mathbf {x} \cdot \mathbf {x} } é unitário, ficamos com:
{\displaystyle \mathbf {F} ={\frac {m_{o}}{\sqrt {1-\mathbf {v} ^{2}/c^{2}}}}a\mathbf {x} +{\frac {m_{o}\,v\,v(\mathbf {x} \cdot \mathbf {x} )}{c^{2}\,({\sqrt {1-\mathbf {v} ^{2}/c^{2}}})^{3}}}a\mathbf {x} =[{\frac {m_{o}}{\sqrt {1-\mathbf {v} ^{2}/c^{2}}}}+{\frac {m_{o}\,v^{2}}{c^{2}\,({\sqrt {1-\mathbf {v} ^{2}/c^{2}}})^{3}}}]\,a\mathbf {x} }
Visto o termo entre colchetes ser um escalar, verifica-se que novamente se obtém a validade da segunda lei em um caso particular dentro da relatividade: quando a aceleração é paralela à velocidade. Neste caso a força é sempre paralela à aceleração, e por comparação direta com {\displaystyle \mathbf {F} =m\mathbf {a} }, obtém-se que o termo entre colchetes na expressão final acima deve corresponder à procurada massa longitudinal. 
{\displaystyle M_{l}=[{\frac {m_{o}}{\sqrt {1-\mathbf {v} ^{2}/c^{2}}}}+{\frac {m_{o}\,v^{2}}{c^{2}\,({\sqrt {1-\mathbf {v} ^{2}/c^{2}}})^{3}}}]}
Reduzindo a um denominador comum e procedendo-se com as simplificações no numerador obtém-se:
{\displaystyle M_{l}=[{\frac {m_{o}}{\sqrt {1-\mathbf {v} ^{2}/c^{2}}}}+{\frac {m_{o}\,v^{2}}{c^{2}\,({\sqrt {1-\mathbf {v} ^{2}/c^{2}}})^{3}}}]=[{\frac {m_{o}({1-v^{2}/c^{2}})}{({\sqrt {1-\mathbf {v} ^{2}/c^{2}}})^{3}}}+{\frac {m_{o}\,v^{2}/c^{2}}{({\sqrt {1-\mathbf {v} ^{2}/c^{2}}})^{3}}}]=[{\frac {m_{o}}{({\sqrt {1-\mathbf {v} ^{2}/c^{2}}})^{3}}}]}
A massa longitudinal será pois dada por:
```

  

    

      

        

          
M

          

            
l

          

        

        
=

        

          

            

              
m

              

                
o

              

            

            

              
(

              

                

                  
1

                  
−

                  

                    

                      
v

                    

                    

                      
2

                    

                  

                  

                    
/

                  

                  

                    
c

                    

                      
2

                    

                  

                

              

              

                
)

                

                  
3

                

              

            

          

        

      

    

    
{\displaystyle M_{l}={\frac {m_{o}}{({\sqrt {1-\mathbf {v} ^{2}/c^{2}}})^{3}}}}

  

```

e 
```

  

    

      

        

          

            
F

          

          

            
l

          

        

        
=

        

          
M

          

            
l

          

        

        

          

            
a

          

          

            
l

          

        

        
=

        

          

            

              
m

              

                
o

              

            

            

              
(

              

                

                  
1

                  
−

                  

                    

                      
v

                    

                    

                      
2

                    

                  

                  

                    
/

                  

                  

                    
c

                    

                      
2

                    

                  

                

              

              

                
)

                

                  
3

                

              

            

          

        

        

          

            
a

          

          

            
l

          

        

      

    

    
{\displaystyle \mathbf {F} _{l}=M_{l}\mathbf {a} _{l}={\frac {m_{o}}{({\sqrt {1-\mathbf {v} ^{2}/c^{2}}})^{3}}}\mathbf {a} _{l}}

  

```

para o caso onde a aceleração é paralela à velocidade. 

###### Cálculo da massa a partir da definição geral de massa
Calcularemos abaixo, a título de demonstração, a partir da definição geral de massa, a massa para uma partícula relativística livre.
Dos livros sobre o assunto tem-se que a definição geral de massa, a relação de dispersão e o momento relativístico para uma partícula livre com massa de repouso {\displaystyle m_{0}}, momento {\displaystyle \mathbf {p} } e energia total E são dados, dentro da relatividade, respectivamente, pelas expressões:
```

  

    

      

        

          
M

          

            
l

          

        

        
=

        
(

        

          

            

              

                
d

                

                  
2

                

              

              
E

            

            

              
d

              

                
p

                

                  
2

                

              

            

          

        

        

          
)

          

            
−

            
1

          

        

      

    

    
{\displaystyle M_{l}=({\frac {d^{2}E}{dp^{2}}})^{-1}}

  

```

```

  

    

      

        
E

        
=

        

          

            

              
m

              

                
0

              

              

                
2

              

            

            

              
c

              

                
4

              

            

            
+

            

              

                
p

              

              

                
2

              

            

            

              
c

              

                
2

              

            

          

        

      

    

    
{\displaystyle E={\sqrt {m_{0}^{2}c^{4}+\mathbf {p} ^{2}c^{2}}}}

  

 e
```

```

  

    

      

        

          
p

        

        
=

        

          

            

              

                
m

                

                  
o

                

              

              

              

                
v

              

            

            

              
1

              
−

              

                

                  
v

                

                

                  
2

                

              

              

                
/

              

              

                
c

                

                  
2

                

              

            

          

        

      

    

    
{\displaystyle \mathbf {p} ={\frac {m_{o}\,\mathbf {v} }{\sqrt {1-\mathbf {v} ^{2}/c^{2}}}}}

  

```

Vale antes um comentário. A definição geral de massa apresentada nos fornecerá qual das massas relativísticas? Como vimos, há quatro. 
A resposta a essa questão vem do fato que a definição geral de massa pressupõe em seu argumento que, se a massa não é nula, a energia E esteja a variar quando o momento {\displaystyle \mathbf {p} } da partícula varia. 
Pode-se mostrar, conforme será discutido em seção seguinte, que a relatividade também herda da mecânica clássica a definição de trabalho de uma força e o teorema do trabalho-energia. Assim, forças perpendiculares à velocidade não realizam trabalho, embora alterem o momento da partícula.
A única força que provoca variações de energia (e também de momento) é a força paralela à velocidade. Já vimos que nesse caso a força e a aceleração são sempre paralelos, e a massa relativística associada é a massa longitudinal {\displaystyle M_{l}}. Logo, seguindo-se a definição geral de massa, espera-se calcular a massa longitudinal da partícula relativística.
Assim sendo, a massa longitudinal, segundo a definição geral, será dada por:
{\displaystyle M_{l}=({\frac {d^{2}E}{dp^{2}}})^{-1}=[{\frac {d^{2}}{dp^{2}}}({\sqrt {m_{0}^{2}c^{4}+\mathbf {p} ^{2}c^{2}}})]^{-1}=\{{\frac {d^{2}}{dp^{2}}}[(m_{0}^{2}c^{4}+\mathbf {p} ^{2}c^{2})^{\frac {1}{2}}]\}^{-1}}
Calculando-se a primeira derivada da energia em relação ao momento tem-se que:
{\displaystyle {\frac {dE}{dp}}={\frac {d}{dp}}[(m_{0}^{2}c^{4}+\mathbf {p} ^{2}c^{2})^{\frac {1}{2}}]={\frac {cp}{(m_{0}^{2}c^{2}+p^{2})^{\frac {1}{2}}}}=cp\,(m_{0}^{2}c^{2}+p^{2})^{-{\frac {1}{2}}}}
Calculando-se a derivada em relação ao momento do resultado acima tem-se:
{\displaystyle {\frac {d}{dp}}({\frac {dE}{dp}})={\frac {d^{2}E}{dp^{2}}}={\frac {d}{dp}}[cp\,(m_{0}^{2}c^{2}+p^{2})^{-{\frac {1}{2}}}]={\frac {m_{0}^{2}c^{3}}{(m_{0}^{2}c^{2}+p^{2})^{\frac {3}{2}}}}}
o que nos leva a:
{\displaystyle M_{l}=({\frac {d^{2}E}{dp^{2}}})^{-1}=[{\frac {m_{0}^{2}c^{3}}{(m_{0}^{2}c^{2}+p^{2})^{\frac {3}{2}}}}]^{-1}={\frac {(m_{0}^{2}c^{2}+p^{2})^{\frac {3}{2}}}{m_{0}^{2}c^{3}}}}
ou diretamente:
{\displaystyle M_{l}={\frac {(m_{0}^{2}c^{2}+p^{2})^{\frac {3}{2}}}{m_{0}^{2}c^{3}}}={\frac {(m_{0}^{2}c^{4}+p^{2}c^{2})^{\frac {3}{2}}}{m_{0}^{2}c^{6}}}={\frac {E^{3}}{m_{0}^{2}c^{6}}}}
Logo, a massa longitudinal em relatividade, dada como função do momento relativístico, é calculada por:
```

  

    

      

        

          
M

          

            
l

          

        

        
=

        

          

            

              
(

              

                

                  

                    
m

                    

                      
0

                    

                    

                      
2

                    

                  

                  

                    
c

                    

                      
2

                    

                  

                  
+

                  

                    
p

                    

                      
2

                    

                  

                

              

              

              

                
)

                

                  
3

                

              

            

            

              

                
m

                

                  
0

                

                

                  
2

                

              

              

                
c

                

                  
3

                

              

            

          

        

      

    

    
{\displaystyle M_{l}={\frac {({\sqrt {m_{0}^{2}c^{2}+p^{2}}}\,)^{3}}{m_{0}^{2}c^{3}}}}

  

```

Usualmente a massa é expressa em função da velocidade e não do momento da partícula, de forma que, substituindo-se a definição de momento em função da velocidade na equação acima:
{\displaystyle M_{l}={\frac {({\sqrt {m_{0}^{2}c^{2}+\{{\frac {m_{o}\,\mathbf {v} }{\sqrt {1-\mathbf {v} ^{2}/c^{2}}}}\}^{2}}}\,)^{3}}{m_{0}^{2}c^{3}}}}
Iniciando a simplificação pelo numerador: elevando-se ao quadrado a parcela dentro do radicando e já tirando um denominador comum para as parcelas, tem-se:
{\displaystyle M_{l}={\frac {({\sqrt {{\frac {m_{0}^{2}c^{2}(1-\mathbf {v} ^{2}/c^{2})}{1-\mathbf {v} ^{2}/c^{2}}}+{\frac {m_{o}^{2}\,\mathbf {v} ^{2}}{1-\mathbf {v} ^{2}/c^{2}}}}}\,)^{3}}{m_{0}^{2}c^{3}}}={\frac {({\sqrt {{\frac {m_{0}^{2}(c^{2}-\mathbf {v} ^{2})}{1-\mathbf {v} ^{2}/c^{2}}}+{\frac {m_{o}^{2}\,\mathbf {v} ^{2}}{1-\mathbf {v} ^{2}/c^{2}}}}}\,)^{3}}{m_{0}^{2}c^{3}}}={\frac {({\sqrt {{\frac {m_{0}^{2}c^{2}-m_{0}\mathbf {v} ^{2}}{1-\mathbf {v} ^{2}/c^{2}}}+{\frac {m_{o}^{2}\,\mathbf {v} ^{2}}{1-\mathbf {v} ^{2}/c^{2}}}}}\,)^{3}}{m_{0}^{2}c^{3}}}}
Ao resolver-se os numeradores do radicando, procedendo-se com as somas na última expressão, as parcelas com {\displaystyle \mathbf {v} ^{2}} se anulam, sobrando apenas a parcela {\displaystyle m_{0}c^{2}}:
{\displaystyle M_{l}={\frac {({\sqrt {\frac {m_{0}^{2}c^{2}}{1-\mathbf {v} ^{2}/c^{2}}}}\,)^{3}}{m_{0}^{2}c^{3}}}={\frac {({\frac {m_{0}c}{\sqrt {1-\mathbf {v} ^{2}/c^{2}}}}\,)^{3}}{m_{0}^{2}c^{3}}}={\frac {m_{0}}{({\sqrt {1-\mathbf {v} ^{2}/c^{2})^{3}}}}}}
o que iguala-se à massa longitudinal já antes calculada usando-se o conceito de força. Tem-se pois que:
```

  

    

      

        

          
M

          

            
l

          

        

        
=

        

          

            

              
(

              

                

                  

                    
m

                    

                      
0

                    

                    

                      
2

                    

                  

                  

                    
c

                    

                      
2

                    

                  

                  
+

                  

                    
p

                    

                      
2

                    

                  

                

              

              

              

                
)

                

                  
3

                

              

            

            

              

                
m

                

                  
0

                

                

                  
2

                

              

              

                
c

                

                  
3

                

              

            

          

        

        
=

        

          

            

              
m

              

                
0

              

            

            

              
(

              

                

                  
1

                  
−

                  

                    

                      
v

                    

                    

                      
2

                    

                  

                  

                    
/

                  

                  

                    
c

                    

                      
2

                    

                  

                  

                    
)

                    

                      
3

                    

                  

                

              

            

          

        

      

    

    
{\displaystyle M_{l}={\frac {({\sqrt {m_{0}^{2}c^{2}+p^{2}}}\,)^{3}}{m_{0}^{2}c^{3}}}={\frac {m_{0}}{({\sqrt {1-\mathbf {v} ^{2}/c^{2})^{3}}}}}}

  

```

O que confirma que a definição geral de massa também aplica-se dentro da relatividade restrita.

#### Conservação da massa – energia

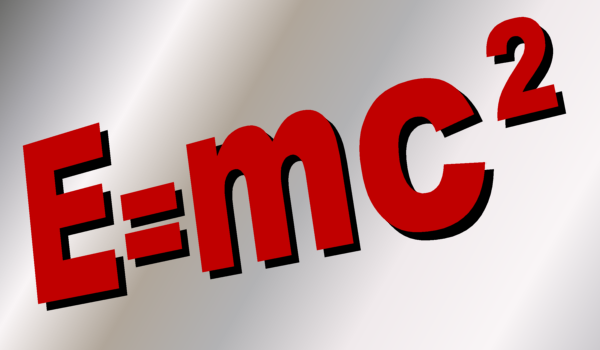
Equivalência entre massa e energia: em situações onde a mecânica clássica deixa de ser válida a lei clássica da conservação da massa deve ser substituída por uma lei mais geral, a lei da conservação da massa-energia.

A mecânica relativística também herda, além dos já falados, dois outros conceitos bem intuitivos da mecânica clássica: o conceito de trabalho T de uma força, classicamente definido por: {\displaystyle T=\int _{0}^{X_{f}}F.dx=\int _{0}^{t_{f}}Fv.dt} , e que, em mecânica clássica, conduz à definição {\displaystyle T=F.X.\cos {\theta }} - válida quando se tem uma força F constante formando sempre o mesmo ângulo {\displaystyle \theta } com o deslocamento - e o teorema da equiparação entre trabalho e variação da energia cinética, {\displaystyle \delta K=T}.
A fim de se ter uma energia cinética relativística condizente com o teorema da equivalência citado, devemos inserir a força relativística na equação que define trabalho, o que, após alguns cálculos não muito avançados (para quem sabe um pouco de cálculo integral e diferencial - ver Eisberg et.al, Física Clássica), fornece:
{\displaystyle K={\frac {m_{o}\,c^{2}}{\sqrt {1-\mathbf {v} ^{2}/c^{2}}}}\,-m_{o}c^{2}.}
Mostra-se também, sem muita complicação, que no limite onde a velocidade v da partícula é negligenciável perto da velocidade c da luz, a equação da energia cinética relativística se reduz à equação da energia cinética clássica {\displaystyle K={\frac {m_{o}v^{2}}{2}}}.
A equação da energia cinética relativística, assim definida, é uma equação em que há duas parcelas, um dependente de velocidade V do lado esquerdo, e uma independente de V, fixa uma vez conhecida a massa inercial da partícula, do lado direito:  {\displaystyle K=E(V)-E'(0)}. Transpondo os termos temos  {\displaystyle E(V)=K+E'(0)}, e lembrando que a energia total de uma partícula é a soma entre sua energia cinética e demais tipos de energia que esta possui, a intuição nos leva diretamente à conclusão que o termo
{\displaystyle E(\mathbf {v} )={\frac {m_{o}\,c^{2}}{\sqrt {1-\mathbf {v} ^{2}/c^{2}}}}}
deve ser interpretado como a energia relativística total da partícula. Quando a velocidade da partícula é nula, sua energia total vale, assim:
{\displaystyle E_{(0)}=m_{o}C^{2}}
que é a famosa equação de Einstein para a equivalência entre massa e energia.
A validade desta equivalência entre massa de repouso e energia de repouso no contexto da relatividade restrita encontra suporte experimental em uma série de eventos que vão desde a produção e aniquilação de pares de partícula-antipartícula, onde massa de repouso é claramente convertida em energia pura (radiação eletromagnética: raios gama), até reações nucleares onde a conversão de massa de repouso em energia é responsável por manter reatores funcionando, e também por permitir que se construam bombas muito pequenas perto do seu imenso poder de destruição (bombas nucleares).
A energia relativística também obedece, como é de se esperar, a uma lei de conservação: a lei da conservação da massa-energia no contexto da relatividade restrita.

### Relatividade geral

Princípio da equivalência: em Relatividade Geral a queda livre em um objeto em um campo gravitacional é entendida como um movimento que se realiza em ausência de força.

No âmbito da Relatividade Geral a queda livre de uma partícula em um campo gravitacional é entendida como um movimento que se realiza em ausência de força. A força neste contexto é a causa de desvios nesta trajetória de queda livre. Associada à força, medindo a oposição da partícula a mudanças na sua trajetória de queda livre, temos a massa inercial da partícula.
As trajetórias das partículas em queda livre são linhas retas - de forma mais rigorosa geodésicas - no espaço-tempo. Estas trajetórias são dependentes apenas das posições e velocidades iniciais das partículas em queda livre, mostrando-se completamente independentes de propriedades inerentes como as massas ou as dimensões destas (o princípio da equivalência). Em função do espaço-tempo não ser plano, as projeções das geodésicas associadas sobre o espaço tridimensional ao qual estamos habituados normalmente não fornecem trajetórias retas e sim trajetórias quase sempre "curvas", a exemplo trajetórias parabólicas, neste mundo tridimensional onde espaço e tempo são entendidos como separados.
A origem dos campos gravitacionais na equação fundamental da Teoria da Relatividade Geral encontra-se o tensor de energia-momento, ou seja, nas densidades e fluxos de energia e momento. Uma vez que a energia de uma partícula em repouso associa-se diretamente à sua massa (inercial), as massas dos corpos em repouso são "fontes" de campos gravitacionais. Sendo o movimento da fonte do campo gravitacional desprezível e sendo a velocidade do objeto em queda livre bem pequena quando comparada à velocidade da luz, tem-se no limite a validade da lei da gravitação de Newton: a massa do corpo confunde-se com a massa gravitacional clássica. Assim tem-se o princípio da equivalência. Entretanto há exceções: para corpos com alta densidade de energia (luz como partícula) este argumento não é válido: a gravidade nas proximidades do sol mostra-se duas vezes maior do que a que seria esperada pela Gravitação de Newton sob mesmo princípio.
O conceito de massa na Teoria Geral da relatividade é em verdade bem mais complexo do que o encontrado na sua versão restrita. De fato, a Teoria Geral da Relatividade não oferece uma definição simples do termo massa, mas oferece diferentes definições aplicáveis cada qual em circunstâncias específicas diferentes, a exemplo as massas "ADM" e "Komar". E existem situações claras dentro da Teoria Geral onde não há como se estabelecer um conceito aceitável para massa.
Em suma, não há um conceito de massa que se mostre completamente covariante dentro da Teoria Geral da Relatividade.

## Massa no âmbito da mecânica quântica
Dentro dos limites onde não só a granulosidade da matéria como também a quantização nos processos de troca de energia mostram-se relevantes, as leis da teoria clássica deixam muito a desejar quando o objetivo é explicar os fenômenos naturais que nele ocorrem, e em primeira instância a teoria da mecânica quântica não relativística torna-se a teoria responsável por nos fornecer as ferramentas adequadas para a correta compreensão dos fenômenos naturais observáveis dentro destes limites. A mecânica quântica não relativística é uma extensão da mecânica clássica para o mundo microscópico com dimensões comparáveis às dos átomos. Esta teoria, cujas origens remontam ao ano de 1900 com os trabalhos de Max Planck, pode ser rapidamente sintetizada na Equação de Schrödinger, equação que exerce na teoria quântica papel similar à equação fundamental da dinâmica dentro da mecânica clássica.
Com a devida ressalva sobre o conceito de partícula no âmbito da teoria quântica, a qual nos leva diretamente ao princípio da complementaridade de Niels Bohr, na equação de Schrödinger figura uma massa, essencialmente a massa inercial da partícula, herança direta da mecânica clássica. Em consequência, no escopo da mecânica quântica não relativística a massa é a mesma massa inercial, clássica, da partícula. No que se refere à associação entre massa inercial e gravitacional,  no mundo quântico o conceito de massa gravitacional tornam-se completamente sem sentido visto que a ordem de grandeza das massas no mundo atômico leva a valores extremamente pequenos - completamente desprezíveis e realmente desprezados - para as forças gravitacionais entre dois entes neste mundo microscópico. Para a descrição correta do átomo de hidrogênio a expressão para a energia potencial elétrica de interação entre o próton e o elétron é indispensável na equação de Schrödinger, mas em nenhuma literatura esta aparecerá ao lado de sua equivalente gravitacional.
Para a descrição de fenômenos que envolvam altas velocidades (se comparadas às da luz) ou elevados níveis de energia - a exemplo espalhamento de raios X pela matéria - a mecânica quântica ganha uma versão relativística, e neste caso nas equações associadas, entre elas a equação de Klein-Gordon, figura o conceito de massa de repouso da partícula. O uso do conceito de massa relativística herda as mesmas restrições já consideradas na definição desta neste artigo, sendo suprimido pelo uso do conceito de energia total da partícula. Em certas situações a massa mostra-se muitas vezes medida através de um comprimento de onda, diretamente associado ao comprimento de onda de um fóton cuja energia seja a mesma da energia de repouso da partícula. Seguindo esta associação, para elétrons tem-se a massa quântica do elétron, o seu comprimento de onda Compton, que pode ser determinada por várias formas de espectroscopia e encontra-se intimamente relacionada à constante de Rydberg, o raio de Bohr, e o raio clássico do elétron. A massa quântica de objetos maiores pode ser diretamente medida pela balança de Watt.

## Massa em sistemas específicos

### Massa reduzida

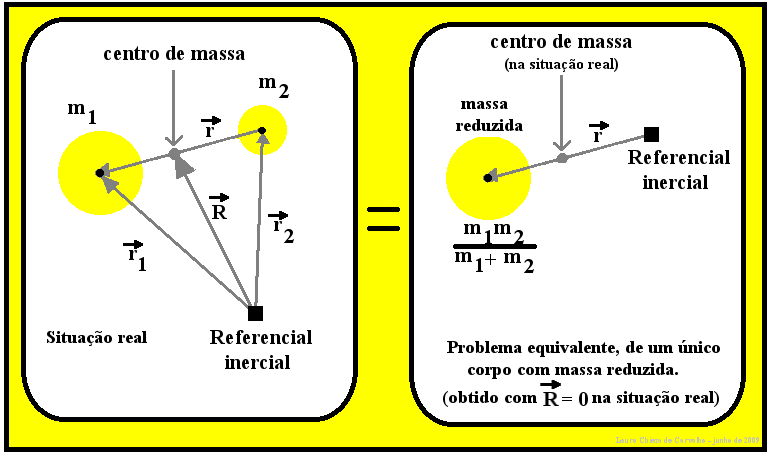
Massa Reduzida: o problema da gravitação de dois corpos em torno do respectivo centro de massa pode formalmente ser convertido em um problema de corpo único - com "massa reduzida" - gravitando em torno de um referencial (inercial) situado onde se encontrava o outro corpo, este último substituído por um campo de força central adequado.

Geralmente estabelecido dentro do âmbito da gravitação mas também válido em outras situações similares,  o conceito de massa reduzida surge a partir de resultados matemáticos associados à análise da dinâmica de dois corpos com massas m1 e m2 que, devido à interação gravitacional entre eles, gravitam mutuamente o centro de massa do sistema que constituem. A análise clássica deve ser feita a partir do centro de massa ou de outro referencial inercial equivalente, e a rigor não pode ser estabelecida com base em um referencial fixo em um dos corpos, pois estes não constituem referenciais inerciais válidos. São necessários portanto seis grandezas, a saber as componentes dos vetores {\displaystyle {\vec {r}}_{1}} e {\displaystyle {\vec {r}}_{2}} que localizam os dois corpos a partir do referencial inercial escolhido.
Entretanto, sob certas condições,  que incluem a dependência da função energia potencial U associada ao sistema apenas com o módulo do vetor {\displaystyle {\vec {r}}={\vec {r}}_{1}-{\vec {r}}_{2}} que localiza uma das massas em relação à outra, condições geralmente satisfeitas por tais sistemas gravitacionais constituindo um sistema isolado, a análise pode ser feita a partir de qualquer referencial inercial mediante o conhecimento do vetor {\displaystyle {\vec {R}}} que localiza o centro de massa do sistema em relação ao referencial escolhido e do vetor {\displaystyle {\vec {r}}} que localiza uma das massas em relação à outra. Escolhendo-se, sem perda de generalidade, o centro de massa como referencial ({\displaystyle {\vec {R}}=0}), os cálculos podem ser feitos com base apenas em três grandezas, a saber as componentes do vetor que localiza uma massa em relação à outra (o vetor {\displaystyle {\vec {r}}}).
Nestas condições, o problema é formalmente reduzido, sendo matematicamente análogo, ao problema da análise do movimento de um único corpo que se mova sob influência de um campo central - campo este diretamente associado à função energia potencial {\displaystyle U({\vec {r}})} e à origem do referencial inercial assumido -  e que tenha massa {\displaystyle \mu } determinada através da expressão:
{\displaystyle \mu ={\frac {m_{1}m_{2}}{m_{1}+m_{2}}}}
Esta massa {\displaystyle \mu } é conhecida por massa reduzida do sistema formado pelas massas m1 e m2.
Assim, a análise do sistema Terra-Lua pode ser feita a partir de um referencial com origem no centro na Terra desde que à Lua seja atribuída a massa reduzida associada ao sistema Terra-Lua.
O emprego do conceito de massa reduzida não se restringe ao problema clássico citado, figurando também em áreas como eletromagnetismo e física quântica, a exemplo no estudo dos átomos e na  definição da "Constante de Rydberg para um núcleo de Massa M".

### Massa efetiva

#### Elétrons e "buracos" em cristais

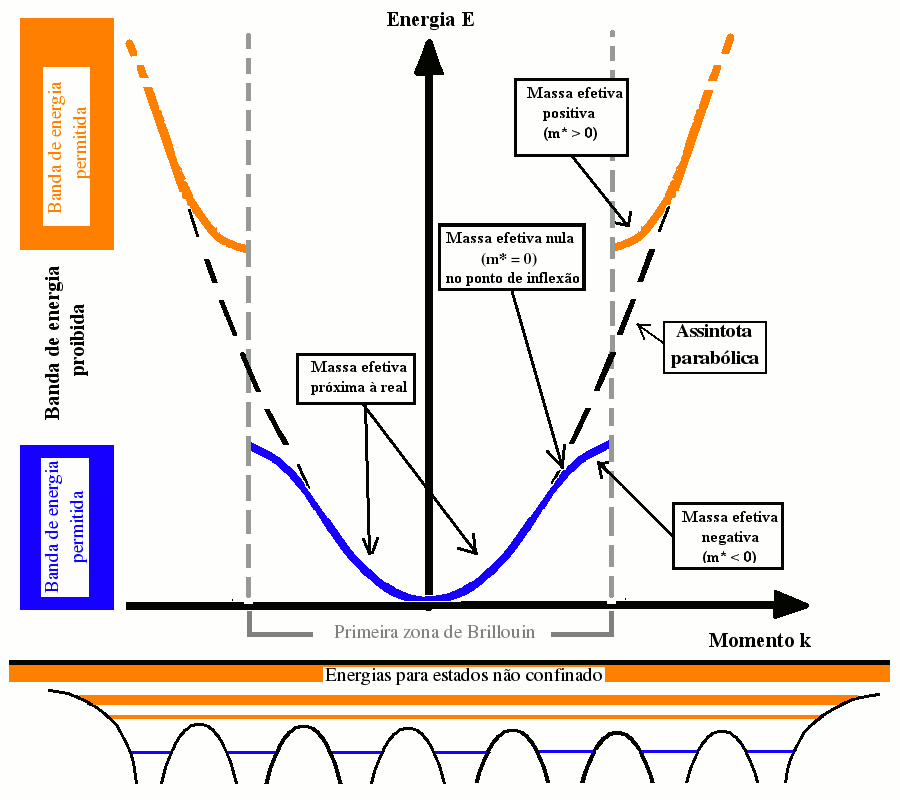
Massa Efetiva: quando elétrons tentam se mover no interior de cristais com certos valores de energia e momento, o fenômeno de ressonância que é desencadeado leva a uma inibição imediata destes estados energéticos, e portanto à existência de bandas de energia proibidas no cristal. A proximidade à ressonância leva a enormes desvios no valor da massa efetiva dos elétrons.

Ao se discutir o comportamento de partículas que se movem dentro de estruturas que lhe impõem potenciais periódicos ao longo de seu movimento é conveniente introduzir o conceito de massa efetiva. Esta situação é típica dentro de física do estado sólido, onde a maioria dos efeitos elétricos de interesse decorre do alto padrão de simetria encontrado nos cristais semicondutores - a exemplo silício ou arsenieto de gálio - e da quebra proposital desta simetria - a exemplo através da introdução de pequenas quantidades de elementos específicos - os dopantes - na rede. A introdução da massa efetiva tem um considerável valor teórico pois dentro dos cristais semicondutores a ausência de um elétron introduzida por um dopante com valência inferior à requisitada pela rede - a exemplo gálio em cristal de silício - gera um "buraco", que efetivamente funciona como uma partícula positiva - um portador de carga que também contribui para a produção de corrente elétrica - e que, apesar de ter uma massa real nula (é literalmente um buraco - a falta de um elétron), move-se dentro da rede e sob ação de campos (forças) externos como se fosse uma partícula com massa real igual à sua massa efetiva.
A origem da massa efetiva encontra-se no comportamento dual da matéria no mundo quântico, sendo os movimentos das partículas dentro dos cristais melhor descritos por ondas de matéria do que pelo clássico movimento de partículas em si. Quando se movem com determinadas velocidades (momentos) dentro da rede que lhes conferem comprimentos de onda de De Broglie próximos ou iguais aos dos parâmetros de rede - ou da periodicidade da rede na direção de seus movimentos - a interação entre estas partículas e as barreiras periódicas impostas pelos íons do cristal, ou seja, entre estas partículas e o cristal como um todo, aumentam consideravelmente. Ocorre um fenômeno de ressonância entre a partícula que se move e a rede, e nestas condições o cristal todo se opõe consideravelmente ao movimento do elétron com aquela determinada energia e momento. A tentativa de se aumentar a energia da partícula quando próximo a esta situação, digamos através da aplicação de um campo elétrico externo - de uma força externa - pode inclusive levar a uma resposta muito mais intensa da rede cristalina sobre esta partícula, que ao invés de realmente acelerar no sentido da força externa aplicada, acaba acelerando em sentido contrário ao desta: fala-se então em massa efetiva negativa, pois, em acordo com o senso clássico da lei de Newton, a aplicação da força externa à partícula causou uma aceleração no sentido contrário ao da força aplicada.
Para situações em que o momento e a energia das partículas impliquem comprimentos de onda de De Broglie com valores bem diferentes dos comprimentos impostos pela periodicidade da rede, as massas efetivas têm valores praticamente iguais aos das massas reais destas partículas.
As situações de ressonância para determinadas energias levam à existência de bandas de energias proibidas para as partículas dentro dos cristais. As bandas permitidas traduzem-se como as conhecidas camadas eletrônicas (K, L, M, etc.) dentro do estudo da química e física, e são bem visíveis em um diagrama de relação de dispersão para estas partículas quando em um determinado cristal. Um exemplo ilustrativo encontra-se na figura ao lado. Repara as regiões onde a massa efetiva é negativa.
Em termos da relação de dispersão mostrada como exemplo, a massa efetiva de uma partícula na rede cristalina é definida como:
{\displaystyle {\frac {1}{m*}}={\frac {1}{\hbar ^{2}}}{\frac {d^{2}E}{dk^{2}}}}
A massa efetiva liga-se à curvatura da relação de dispersão: "boca" para cima implica massa efetiva positiva, "boca" para baixo, massa efetiva negativa. Na transição, a massa efetiva é nula.
A situação representada na figura é unidimensional e portanto simplificada. Os cristais são geralmente tridimensionais, e quando necessária ao tratamento formal destes, a massa efetiva assume a forma de um tensor:
{\displaystyle ({\frac {1}{m*}})_{ij}={\frac {(2\pi )^{2}}{h^{2}}}{\frac {\partial ^{2}E_{(\mathbf {k} )}}{\partial k_{i}\partial k_{j}}}}
Maiores detalhes sobre esta definição e sobre fenômenos de transporte associados a elétrons e buracos em cristais tridimensionais fogem ao escopo deste artigo, mas sendo de interesse do leitor estes podem facilmente ser encontrados na literatura especializada.

#### Os modelos para o núcleo atômico

Explosão de bomba nuclear de 1 quiloton de TNT.

No estudo da física nuclear não se tem ainda um modelo completamente coerente com todas as informações experimentais disponíveis, e alguns modelos concorrem lado a lado - no velho estilo da complementaridade, a citar o modelo da gota líquida, o do gás de Fermi, o de Camadas e o Coletivo - para a compreensão do núcleo como parte integrante da matéria.
No modelo do Gás de Fermi a modelagem é a mesma que a encontrada para um gás de elétrons, e nele cada nucleon do núcleo se move em um potencial efetivo atrativo, de valor médio essencialmente constante, criado pelos demais nucleons com o qual interage. Este potencial apresenta uma profundidade constante Vo dentro de um raio equivalente ao do núcleo, e reduz-se imediatamente a zero fora destas dimensões. Com base em trabalhos experimentais para nucleons em diversas energias dentro do núcleo, evidenciou-se que não se poderia a rigor tratar o potencial Vo como constante, pois este apresenta variações lentas e aproximadamente lineares com as energias dos nucleons. Em vista destes dados experimentais, optou-se por um tratamento onde Vo permanecesse essencialmente constante, e as massas dos  nucleons sofressem as correções necessárias para tornar o modelo condizente com os dados experimentais, havendo assim uma massa efetiva no modelo do Gás de Fermi em moldes essencialmente análogos à massa efetiva de elétrons e buracos em cristais.
Dentro dos modelos atômicos há outras definições diretamente associadas à massa, como o conceito de "massa semi-empírica", existente dentro do modelo de Gota Líquida para o núcleo, e com validade geral o conceito de "defeito de massa", que retrata o quanto menor é a massa de um núcleo resultante da fusão de dois outros quando comparado à soma das massas dos núcleos que lhe deram origem. O "defeito de massa" é facilmente compreensível, sendo composto por uma única parcela que retrata, em acordo com a equação da equivalência massa-energia ({\displaystyle E=MC^{2}}), a energia que é liberada na fusão dos núcleos pais e que se traduz como uma redução da massa no núcleo filho. Já na equação de massa, que fornece a massa semi empírica no modelo de Gota Líquida, encontram-se seis parcelas, cada uma responsável por considerar a influência de um dado parâmetro físico relevante na determinação de uma massa efetiva dentro deste modelo, havendo um termo associado à massa de repouso dos  núcleons isolados, um termo de volume proporcional ao número de massa A, um termo de superfície proporcional a A2/3, um termo coloumbiano proporcional a Z²/A1/3, um termo de assimetria proporcional a (Z-A/2)²/A onde Z é o número atômico e um termo de emparelhamento, geralmente proporcional a A1/2, que pode ser aditivo, nulo, ou subtrativo, sendo este subtrativo quando Z e N são ambos pares e aditivo se Z e N são ambos ímpares.
Assim, a fórmula da massa semi-empírica no modelo da Gota Líquida, com resultado expresso em unidades de massa atômica (u), é:
{\displaystyle M_{ZA}=[1,007825Z+1,008665(A-Z)]-a_{1}A+a_{2}A^{2/3}+a_{3}Z^{2}A^{1/3}+a_{4}(Z-A/2)^{2}A^{-1}+(-1,0,+1)a_{5}A{-1/2}}
onde os termos a1 a a5 são empiricamente obtidos a partir dos dados experimentais. Um conjunto capaz de fornecer bons resultados é obtido quando estes termos de proporcionalidade valem respectivamente (0,01691; 0,01911; 0,000763; 0,10175; 0,012).
Maiores detalhes sobre os modelos nucleares fogem ao escopo deste artigo, e para mais informações sobre defeito de massa, massa semi-empírica e outros conceitos de massa dentro dos modelos nucleares sugerimos a leitura de bibliografia especializada.

### Em português
- Halliday, David; Resnick, Robert; Krane, Kenneth S. (1996). Física (volumes 1,2, 3 e 4). Rio de Janeiro: LTD Livros Técnicos e Científicos Editora

- Resnick, Robert; Eisberg, Robert (1979). Física Quântica. Átomos, Moléculas, Sólidos, Núcleos e partículas. Rio de Janeiro: Editora Campus. ISBN 85-7001-309-4

- Máximo, Antônio; Alvarenga, Beatriz. (2007). Física - ensino médio (vol. 1,2 e 3). São Paulo: Scipione

- Clark, John (1996). A Física. [S.l.]: Círculo de Leitores. ISBN 972-42-1322-6

- Revista Brasileira de Ensino de Física - Vol. 15 - nos 1 a 4 - 1993 - pag. 110. O conceito de Massa. I. Introdução Histórica. Valadares, José Antônio. (http://www.sbfisica.org.br/rbef/pdf/vol15a13.pdf)
- Revista Brasileira de Ensino de Física - Vol. 15 - nos 1 a 4 - 1993 - pag. 118. O conceito de Massa. II. Introdução Histórica. Valadares, José Antônio. (http://www.sbfisica.org.br/rbef/pdf/vol15a14.pdf)
- Wikipédia, A Enciclopédia Livre:  Artigo(s) anterior(es) na Wikipédia lusófona.

### Em inglês
- Goldstein, Herbert (1980). Classical Mechanics Second Edition. Columbia University, Massachusets: Addson-Wesley Publishing Company. ISBN 0-201-02918-9

- Marion, Jerry B.; Thornton, Stephen P. (1995). Classical Dynamics of Particles and Systems (4 ed.). Philadelphia: Saunders College Publishing. ISBN 0-03-097302-3

- Griffiths, David J. (1981). Introduction to Eletrodynamics  Thirth Edition. New Jersey: Upper Saddle River
- Ibach, Harald; Lüth, Hans (1991). Solid-State Physics: An introduction to theory and Experiment. New York: Springer-Verlag. ISBN 0-387-52207-7

### Em outras línguas
- R.V. Eötvös et al., Ann. Phys. (Leipzig) 68 11 (1922)
- Wikipedia, Die Freie Encyclopedie: Masse (Physik) (6. Juni 2009 um 10:52)